# Canard de Vaucanson
Vous lisez un « bon article » labellisé en 2019.
Pour les articles homonymes, voir Canard (homonymie).
Le Canard de Vaucanson, également appelé le Canard digérant, digérateur ou défécateur, est un canard automate, créé par Jacques de Vaucanson vers 1734 et présenté au public en 1739, célèbre tant pour le naturel, la complexité et la diversité de ses mouvements que pour la manière réaliste dont il simule la digestion et la défécation. Cet automate impressionne vivement le public, assoit la renommée de Vaucanson et devient un symbole du rationalisme scientifique des Lumières. Il connaît une longue exploitation jusqu'à la fin du XIXe siècle, les circonstances de sa disparition restant incertaines. Sa digestion par dissolution des aliments est généralement considérée comme étant le produit d'expédients plutôt que d'une réelle simulation du processus physiologique.

## Précurseurs

### Sur le plan théorique

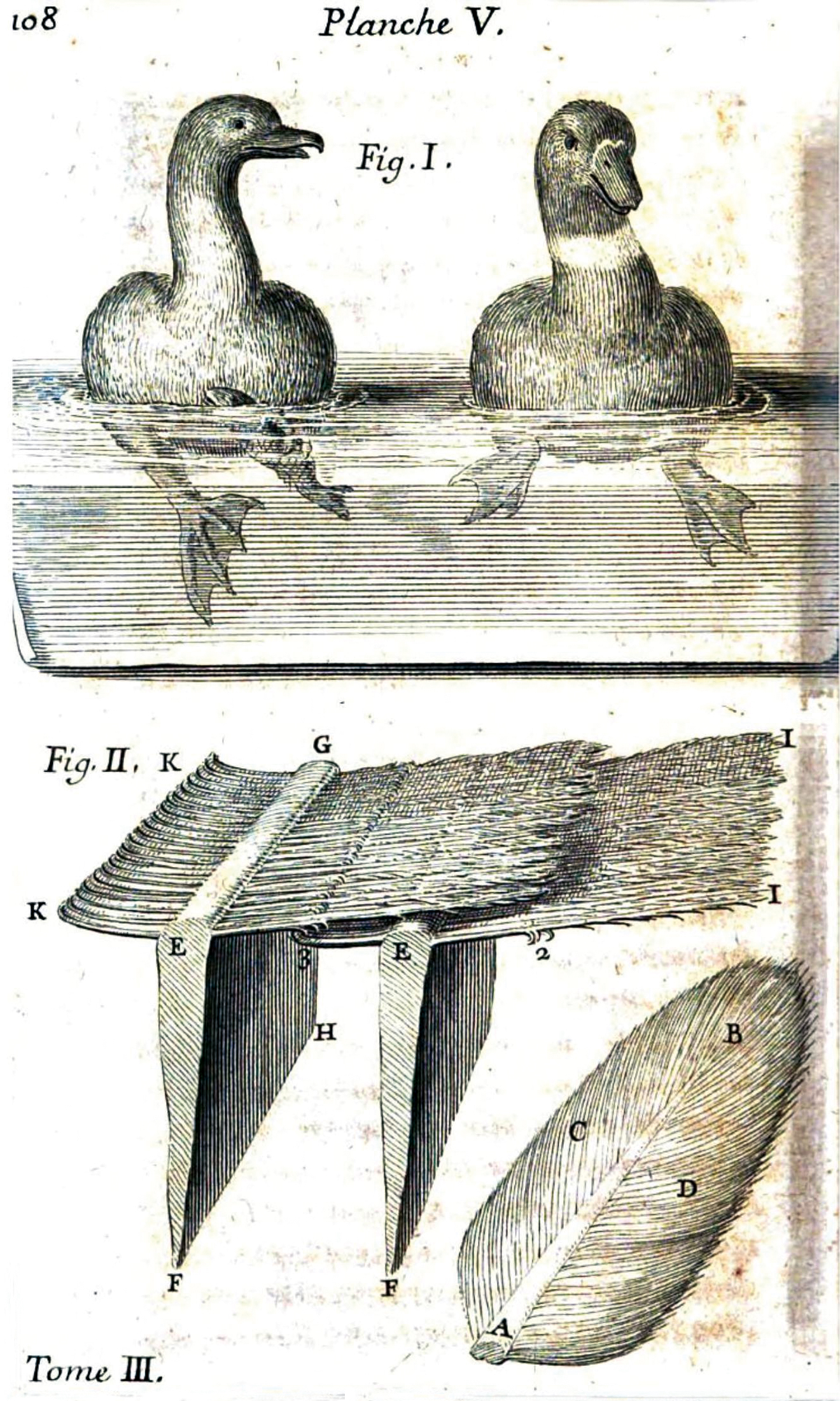
Planche des Essais de physique (1680) ; schémas de la nage et des plumes d'un cormoran.

Le projet vaucansonien de construire des machines qui, en imitant le vivant, permettent d'en comprendre le mécanisme se fonde sur la théorie de l'animal-machine de Descartes,, pour qui le corps est « seulement une machine qui se remue de soi-même », de telle sorte que s'il existait des automates « qui eussent des organes et la figure d’un singe, ou de quelque animal sans raison, nous n’aurions aucun moyen pour reconnaître qu’[ils] ne seraient pas en tout de même nature que les animaux »,.
Claude Perrault est toutefois, à la fin du XVIIe siècle, un précurseur plus proche de Vaucanson, du fait de sa double compétence d'architecte et de mécanicien d'une part, de médecin et d'anatomiste d'autre part. Afin de comprendre la « mécanique des animaux », il analyse par dissection le fonctionnement de leurs organes, qu'il conçoit comme des machines destinées à remplir une fonction. Ce point de vue n'est cependant pas aussi radical que celui de Descartes, il n'est pas mécaniste au sens où il ne présuppose pas que le fonctionnement du vivant est explicable par la seule interaction de corpuscules, mais seulement « machiniste » au sens où la comparaison à une machine permet de mieux l'expliquer. Perrault estime d'ailleurs qu'un animal est « un être qui a du sentiment, et qui est capable d’exercer les fonctions de la vie par un principe que l’on appelle âme » ; et que cette dernière « se sert des organes du corps, qui sont de véritables machines, comme étant la principale cause de l’action de chacune des pièces de la machine ». Cette conception ouvre la voie à celle de Vaucanson, pour qui les dispositifs artificiels permettent de comprendre, voire de reproduire des processus encore mal compris, voire mal identifiés.

### Sur le plan mécanique
| |  |  |
| À gauche, la représentation originale du cygne de Maillard (1734) ; à droite, sa figuration par Andrew Ure (1839),. Cette dernière sert — inexactement — à représenter le Canard de Vaucanson dans le Nouveau Larousse illustré. |  |  |

Deux automates des XVIIe et XVIIIe siècles ont précédé, sinon inspiré, celui de Vaucanson.
Jean-Baptiste de Gennes, inventeur d'un métier à tisser automatique à cames, qui précède celui de Vaucanson, construit entre 1670 et 1690 divers automates, parmi lesquels un paon qui pourrait avoir donné à Vaucanson l'idée de son Canard,, quand bien même il lui manquait sans doute des parties essentielles.
Michel Bégon rapporte que la plupart des ressorts et des roues de cet automate « très spiritue[l] et très ingénieu[x] » sont « de fonte ou de fer ou d'ivoire » et que sa digestion n'est pas effectuée par « des machines », c'est-à-dire par trituration, mais de manière chimique, par « ferment[ation] avec des essences qui produiraient le même effet dans un pot si elles y étaient mises ». Il précise toutefois que l'inventeur « n'a encore pu trouver le secret de faire marcher son paon ».
Le père Labat témoigne pourtant quelques années plus tard que cet automate « marchait par le moyen des ressorts qu'il avait dans le corps, […] prenait du blé qu'on jetait à terre devant lui, et […] par le moyen d'un dissolvant le digérait, et le rendait à peu près comme des excréments ».
En 1733, très peu de temps sans doute avant que Vaucanson ne réalise son oiseau automatique, un mécanicien nommé Maillard présente à l'Académie des sciences un projet de cygne artificiel qui « peut se mouvoir en tous sens » dans un bassin et qui offre en outre « l'agrément de tourner la tête de côté et d'autre alternativement », changer de lui-même la direction de sa nage, sans intervention extérieure, et plonger dans l'eau son bec et une partie de sa tête. Le ressort moteur de cet automate y actionne une roue à aubes, la direction est donnée par deux gouvernails qui imitent des pattes, tandis qu'une roue à chevilles entraîne un levier coudé faisant tourner la tête. Alfred Chapuis et Édouard Gélis observent qu'il est peu probable que l'automate ait été réalisé, l'emplacement de la roue à aubes semblant en compromettre la flottabilité. Il se peut néanmoins que ce cygne ait inspiré Vaucanson, même si cet automate se borne à représenter le comportement de l'animal, sans en reproduire ou simuler la physiologie,.

## Description

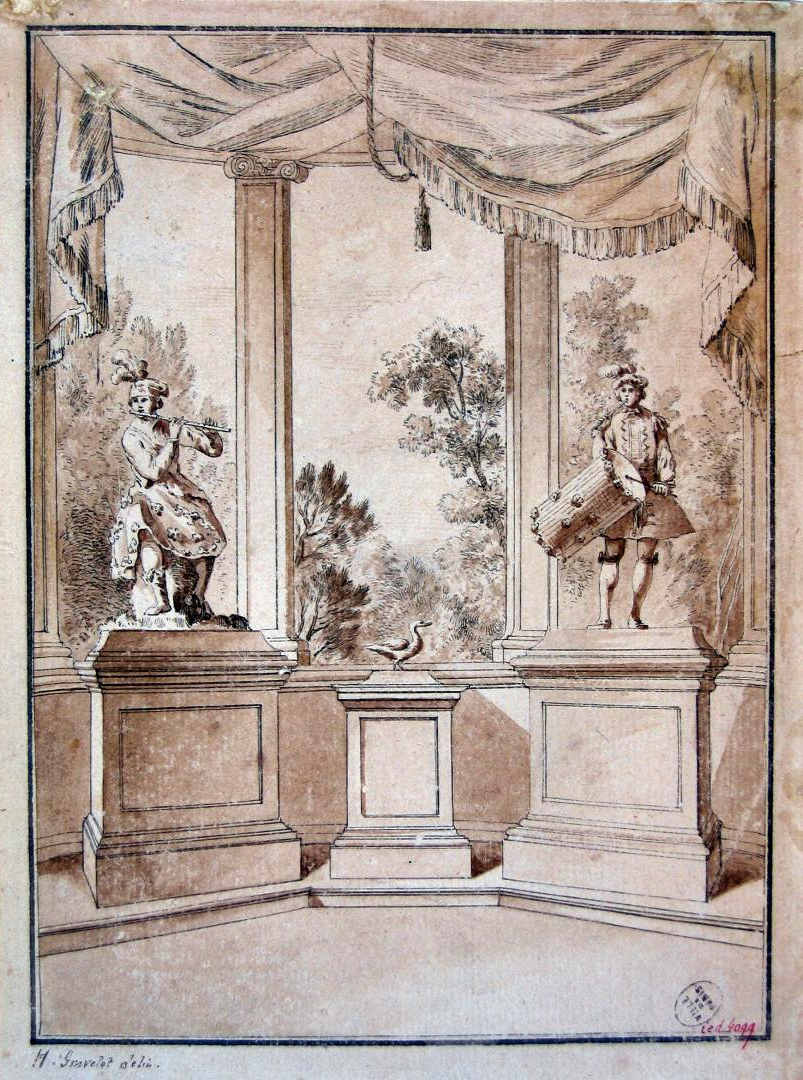
Dessin préparatoire de Gravelot pour le frontispice de la brochure de 1738, représentant le Canard entouré du Flûteur et du Tambourinaire.

Vaucanson décrit son Canard dans un prospectus de 1738, au ton apparemment scientifique, destiné à marquer une différence avec les supercheries de foire alors nombreuses, mais qui brouille la frontière entre l'animal artificiel et l'animal naturel, et que d'Alembert reprend cependant mot pour mot à l'article « automates » de l'Encyclopédie :

« Il boit, barbote dans l’eau, croasse [sic] comme le canard naturel […], il allonge son cou pour aller prendre du grain dans la main, il l'avale, le digère, et le rend par les voies ordinaires tout digéré ; tous les gestes d'un canard qui avale avec précipitation, et qui redouble de vitesse dans le mouvement de son gosier, pour faire passer son manger jusque dans l'estomac, y sont copiés d'après nature : l'aliment y est digéré comme dans les vrais animaux, par dissolution, et non par trituration ; la matière digérée dans l'estomac est conduite par des tuyaux, comme dans l'animal par ses boyaux, jusqu'à l'anus, où il y a un sphincter qui en permet la sortie,. »

 Vaucanson est disert sur la construction des ailes, leur exactitude anatomique et la diversité des mouvements, mais reste plus succinct sur la « mécanique » de la digestion, dont il précise toutefois qu'elle n'est pas une « digestion parfaite », mais se contente « d'imiter la mécanique de cette action en trois choses » : « avaler le grain », « le macérer, cuire ou dissoudre » et « le faire sortir dans un changement sensible ».

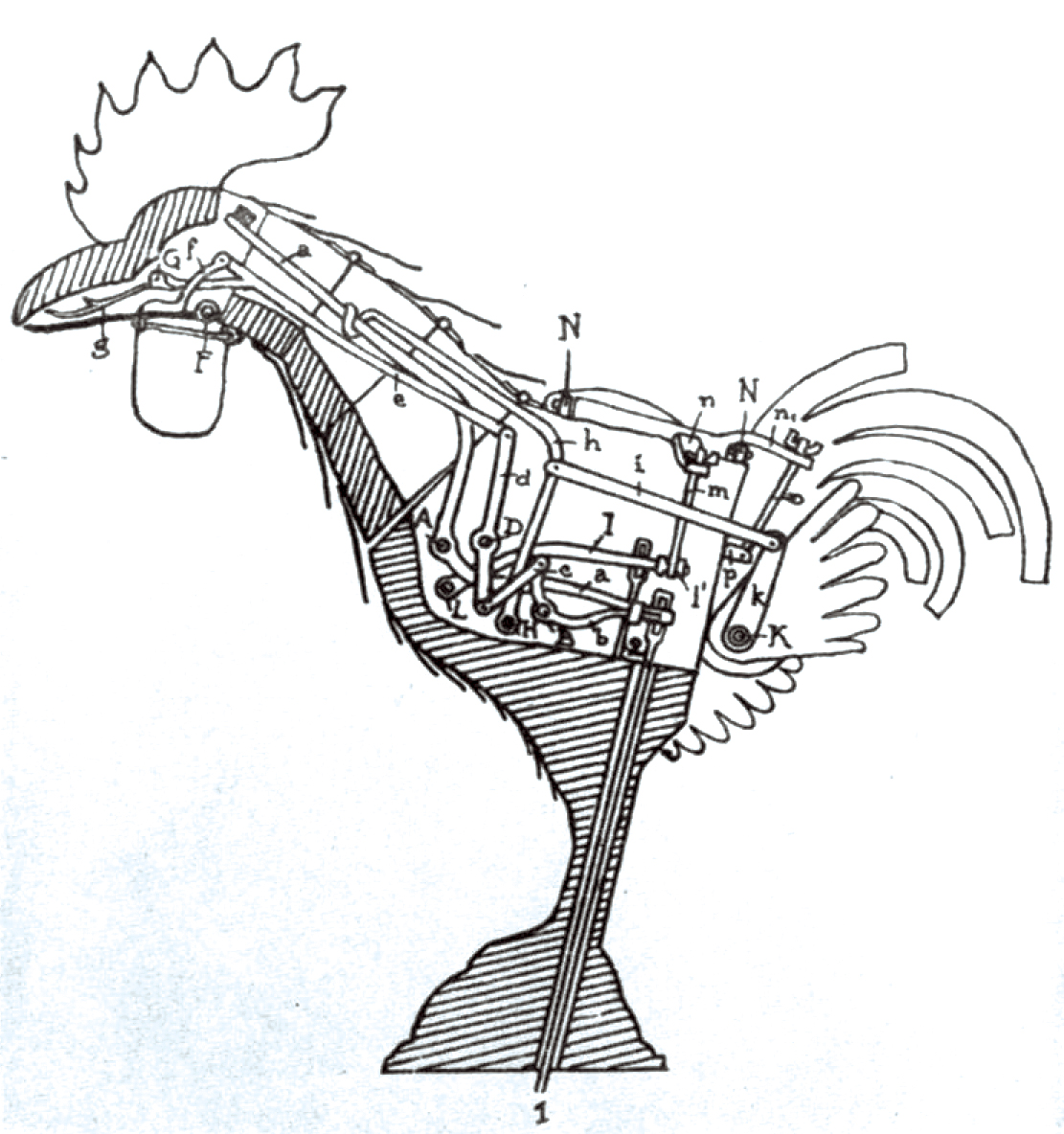
Le coq de l'horloge astronomique de Strasbourg auquel Vaucanson oppose son Canard, bat des ailes, ouvre le bec et tire la langue.

La carcasse du Canard est en cuivre doré, ajouré pour que les spectateurs puissent apprécier la complexité des mécanismes mis en jeu : 

« Pour faire connaître que les mouvements de ces ailes ne ressemblent point à ceux que l’on voit dans les grands chefs-d’œuvre du coq de l’horloge de Lyon & de Strasbourg, toute la mécanique du canard artificiel a été vue à découvert, le dessein de l’auteur étant plutôt de démontrer, que de montrer simplement une machine,. »

Le Canard est monté sur un piédestal abritant son moteur, constitué d'un cylindre sur lequel des cames actionnent un grand nombre de tringles ou de fils qui, passant par les pattes, agissent sur les parties mobiles, de sorte à les faire fonctionner dans toutes les positions prises par le Canard. Le cylindre est animé par un poids qui est « la seule et unique puissance qui mettait et entretenait le tour en mouvement », la mise en marche se faisant par un bouton dissimulé dans la partie supérieure de l'oiseau. Les spectateurs peuvent « regarder dans l'intérieur du piédestal où [sont] toutes les roues, tous les leviers et tous les fils qui communiquaient par les jambes de l'animal à toutes les différentes parties de son corps ».

## Réception

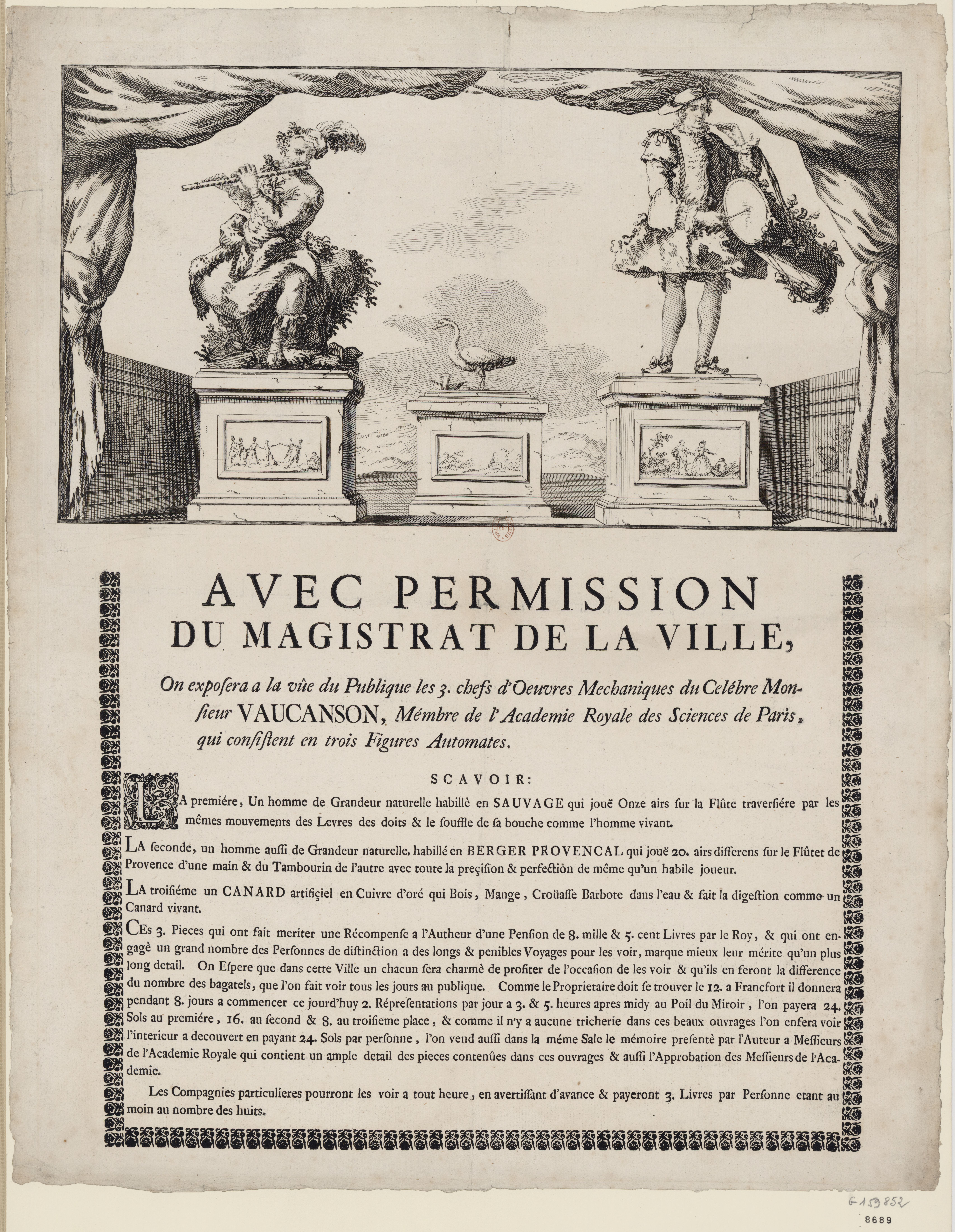
Publicité réalisée à l'occasion de la présentation des automates à Strasbourg en 1746. Les piédestaux ont fait l'objet d'ajouts décoratifs.

Probablement construit par Vaucanson entre 1733 et 1734,, le Canard est exhibé pour la première fois au printemps 1739 à l'hôtel de Longueville, avec deux autres automates, le Flûteur — dévoilé en 1738, cette présentation constituant la première exhibition attestée d'automate — et le Tambourinaire, après une discrète publicité dans le Mercure de France. 1 200 à 1 500 spectateurs payants assistent chaque semaine à ces présentations, attirés par leur cachet scientifique, censé contraster avec le charlatanisme des « cabinets de physique » présentés dans les foires. Le Canard est tout particulièrement accueilli avec une « surprise mêlée d'admiration »,, y compris par les membres de l'Académie des sciences, tant pour la complexité et la variété de ses mouvements que pour le mystère de sa digestion et du résultat tangible de cette dernière, Vaucanson ayant, en dépit de la transparence de la machine, « tenu secrète la construction intérieure de sa troisième merveille »,. Le mathématicien Montucla donne un témoignage représentatif du sentiment de la communauté scientifique à l'égard du Canard : 

« on le voyait étendre et allonger le cou, lever ses ailes et les nettoyer avec son bec : il prenait dans une auge du grain qu'il avalait,il buvait à une autre ; et enfin, après divers autres mouvements, il rendait une matière ressemblante à des excréments. Dans le temps où j'ai vu ces machines pour la première fois, je démêlai aussitôt quelques uns des artifices, qu'on avait pu employer pour les deux [autres] ; mais j'avoue que ma pénétration a toujours restée en défaut à l'égard de celle-ci. »

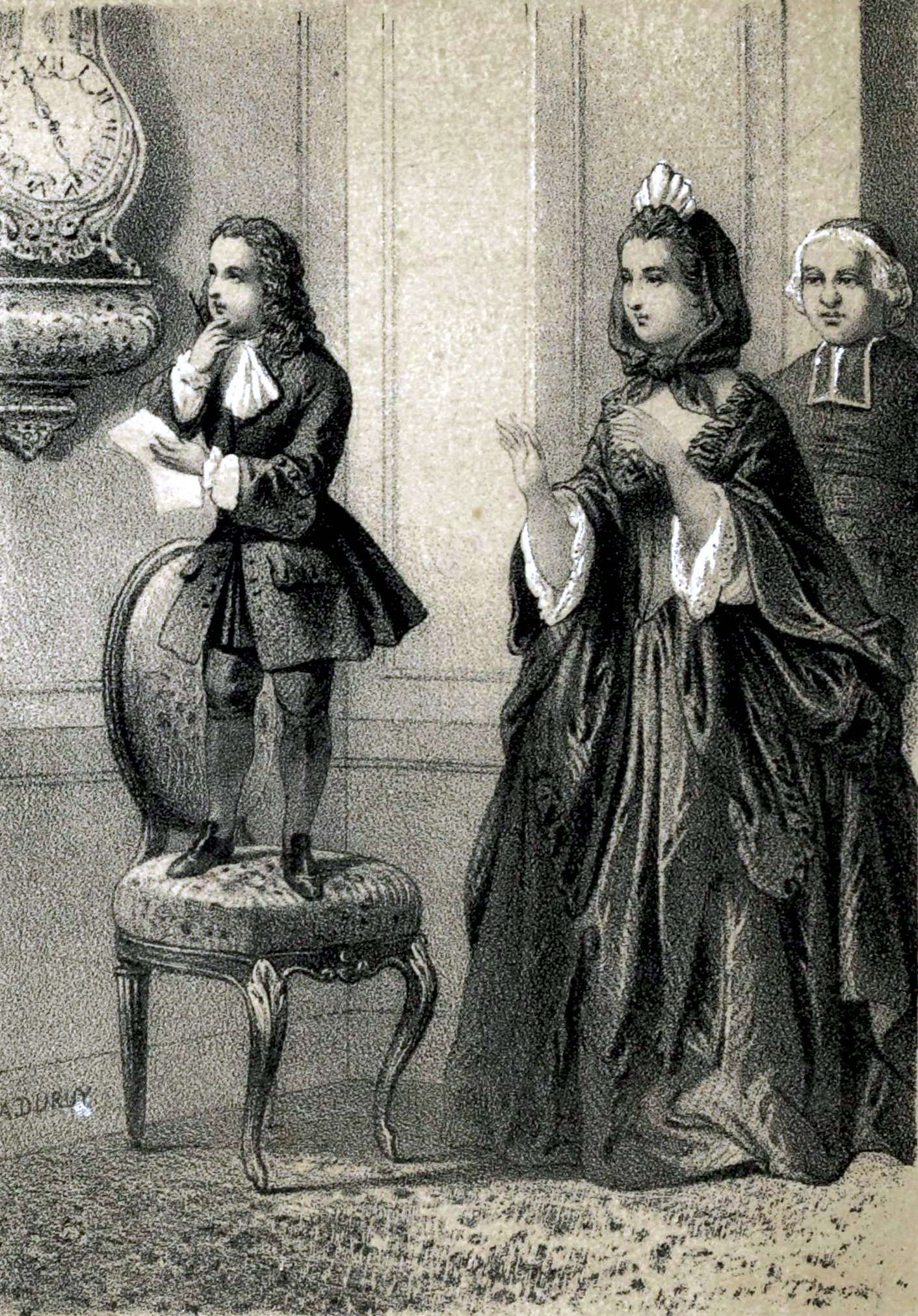
Vaucanson n'a que vingt-quatre ans quand il construit le Canard. Condorcet exprime l'étonnement de ses contemporains devant sa précocité : son goût pour la mécanique se révéla dès sa plus tendre enfance, et, ce qui est peut-être sans exemple, son talent fut aussi précoce que son goût.

Le roi, la cour et tout Paris s'émerveillent de la complexité de l'automate et tout particulièrement de la « combinaison inexplicable » qui lui donne la faculté de digérer. Le voyageur anglais Joseph Spence, qui assiste en 1741 à une présentation du Canard, résume le sentiment général : 

« S'il s'agissait seulement d'un canard artificiel pouvant marcher et nager, il n'aurait rien d'extraordinaire. Mais ce canard mange, boit, digère et ch-e. Ses mouvements sont extrêmement naturels ; il est avide quand on va le nourrir, il dévore sa nourriture avec grand appétit, boit modérément après, se réjouit quand il a fini, lisse ses plumes, reste tranquille un moment, puis fait ce qui est de nature à le soulager. »

Le concert de louanges n'est toutefois pas unanime : selon l'auteur anonyme d'un article publié le 2 décembre 1755 dans la Gazette de Hollande, la « prétendue digestion » de l'automate est une « pure illusion » et cette machine « n'est qu'un moulin à café avec des ressorts intérieurs ».

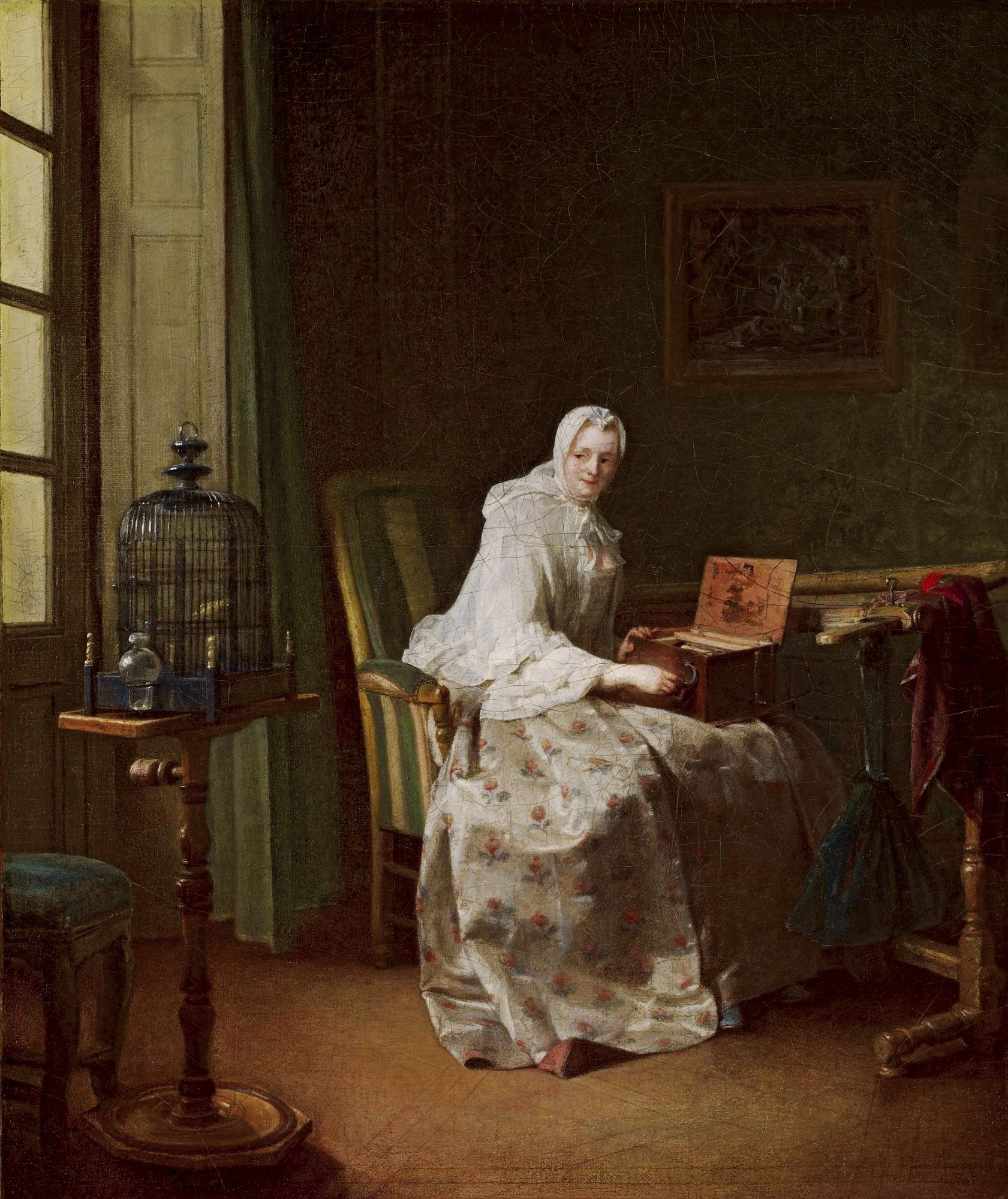
Le succès des automates de Vaucanson s'inscrit dans le contexte de la vogue des serinettes dont témoigne ce tableau de Chardin (1753).

Nonobstant, ces présentations suscitent un engouement pour les automates, qui désormais représentent, au delà de l'ingéniosité mécanique dont ils témoignent, un « dispositif heuristique illustrant la nature du corps, de l'état, voire de l'univers entier, construit par un dieu ingénieur, et fonctionnant comme l'emblème central des Lumières »,, à l'instar de Charles Bonnet qui s'interroge : 

« Si Vaucanson a su construire un canard artificiel qui avançait son bec pour saisir la nourriture qu'on lui présentait, l'Auteur de Vaucanson n'aurait-Il pu construire un automate qui imitât les actions de l'Homme ? »

La Mettrie et Voltaire qualifient Vaucanson de « nouveau Prométhée », « de la nature imitant les ressorts ». Sans le Canard de Vaucanson, écrit en 1741 Voltaire au comte d'Argental, « vous n'auriez rien qui fît ressouvenir de la gloire de la France ». La célébrité du Canard est internationale et durable : David Brewster note en 1832 qu'il « suscita un grand intérêt dans toute l'Europe et constitue peut-être le plus merveilleux mécanisme jamais construit » ; Hermann von Helmholtz le considère en 1854 comme « la merveille du siècle dernier » ; et Pontus Hultén, en 1968, comme « peut-être le plus fameux automate qui ait jamais existé ».

## Tribulations entre différentes mains
Si la vogue du Canard vers 1740 à Paris correspond à un moment particulier de l'histoire des idées et du parcours de Vaucanson, qui se tournera rapidement vers d'autres projets, l'automate n'en connaît pas moins une carrière longue et mouvementée, qui témoigne à son tour d'une évolution de l'articulation entre le divertissement scientifique et les arts du spectacle, ainsi que du lien, vers le milieu du XIXe siècle, entre la vulgarisation scientifique et la magie, en particulier chez Jean-Eugène Robert-Houdin. Il ressurgit ainsi à plusieurs reprises entre différentes mains, tel un « phénix mécanique », alors qu'on le croyait disparu.
Le Canard, ainsi que le Flûteur et le Tambourinaire, rencontrent certes un grand succès d'estime, mais ne rapportent pas à leur concepteur le revenu qu'il en espérait. Après quelques mois de présentation à Paris, Vaucanson organise donc pour eux une grande tournée d'exhibition en France et en Italie, qui suscite, elle aussi, plus de curiosité que de bénéfices, en raison notamment de l'importance des frais de transport. Nommé en 1741 « commissaire général pour le mécanisme des manufactures et fabriques de France », Vaucanson partage désormais son temps entre Paris et Lyon, tout en formant le projet de présenter en Angleterre ses automates.

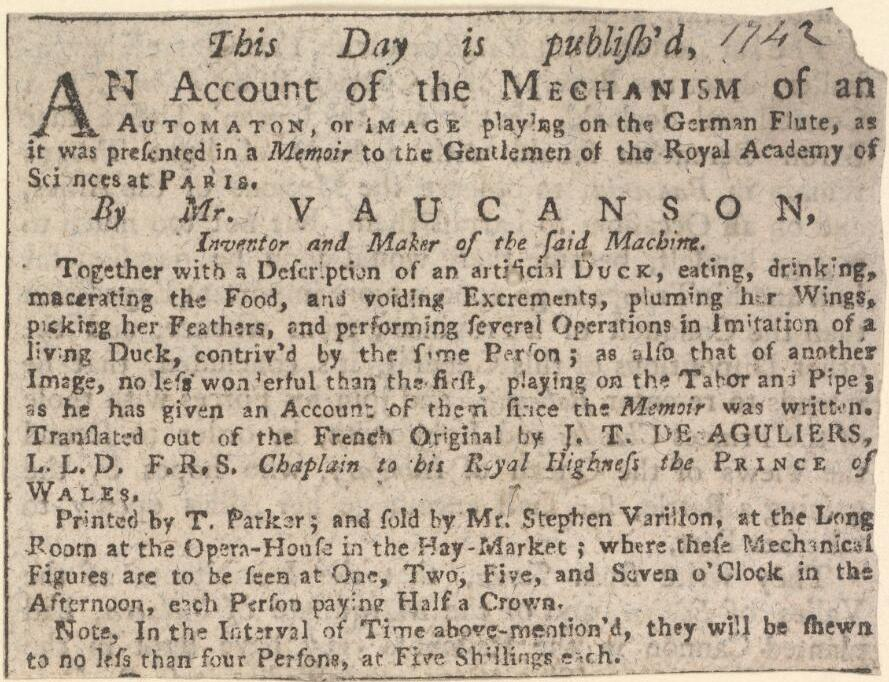
Publicité pour la présentation londonienne des automates, annonçant quatre séances par jour.

En juin 1742, Vaucanson donne à trois négociants lyonnais, Étienne-François Carmagnac, Pierre Dumoulin et François Fournier, le droit d'exploiter pendant un an ses automates en Angleterre, moyennant la somme forfaitaire de quinze mille livres. Les automates sont présentés à Londres en 1742 dans la grande salle de l'opéra de Haymarket et une traduction anglaise de la brochure de 1738 est réalisée pour la circonstance par John Theophilus Desaguliers, l'un des hommes les plus respectés de l'Académie des sciences de Londres, rénovateur de la franc-maçonnerie anglaise,. Dans sa préface, Desaguliers explique au lecteur qui pourrait s'étonner qu'un tel traducteur se consacre à la présentation d'une œuvre de divertissement qu'il est « louable d'encourager ceux qui sont véritablement ingénieux »,, signalant ainsi au public qu'il convenait de distinguer cette contribution aux débats scientifiques de l'époque des simples amusements de foire.
Le peintre William Hogarth, qui assiste à une présentation londonienne du Canard, est toutefois très déçu par l'absence d'ornement et la profusion de mouvements inutiles de cette « machine d'horlogerie avec une tête de canard et des pattes rapportées, conçue pour avoir quelque ressemblance avec cet animal », « stupide et exagérément vantée », dont la mise à découvert de l'intérieur et l'absence de peau font « un objet très compliqué, confus, désagréable ».
Le 12 février 1743, Vaucanson, qui doit faire face aux frais de construction de son premier métier à tisser, cède au trio lyonnais la propriété des trois automates, en contrepartie d'un versement complémentaire de vingt-cinq mille livres. Le Canard reste toutefois associé à lui : en août 1744, quand les canuts lyonnais se révoltent contre sa tentative de réformer le règlement de la fabrique de la soie,, une chanson jouissant d'une « immense vogue populaire » le qualifie de « plaisant Joquinet » (petit plaisantin) qui « fait chia los canards »,.

### Dumoulin

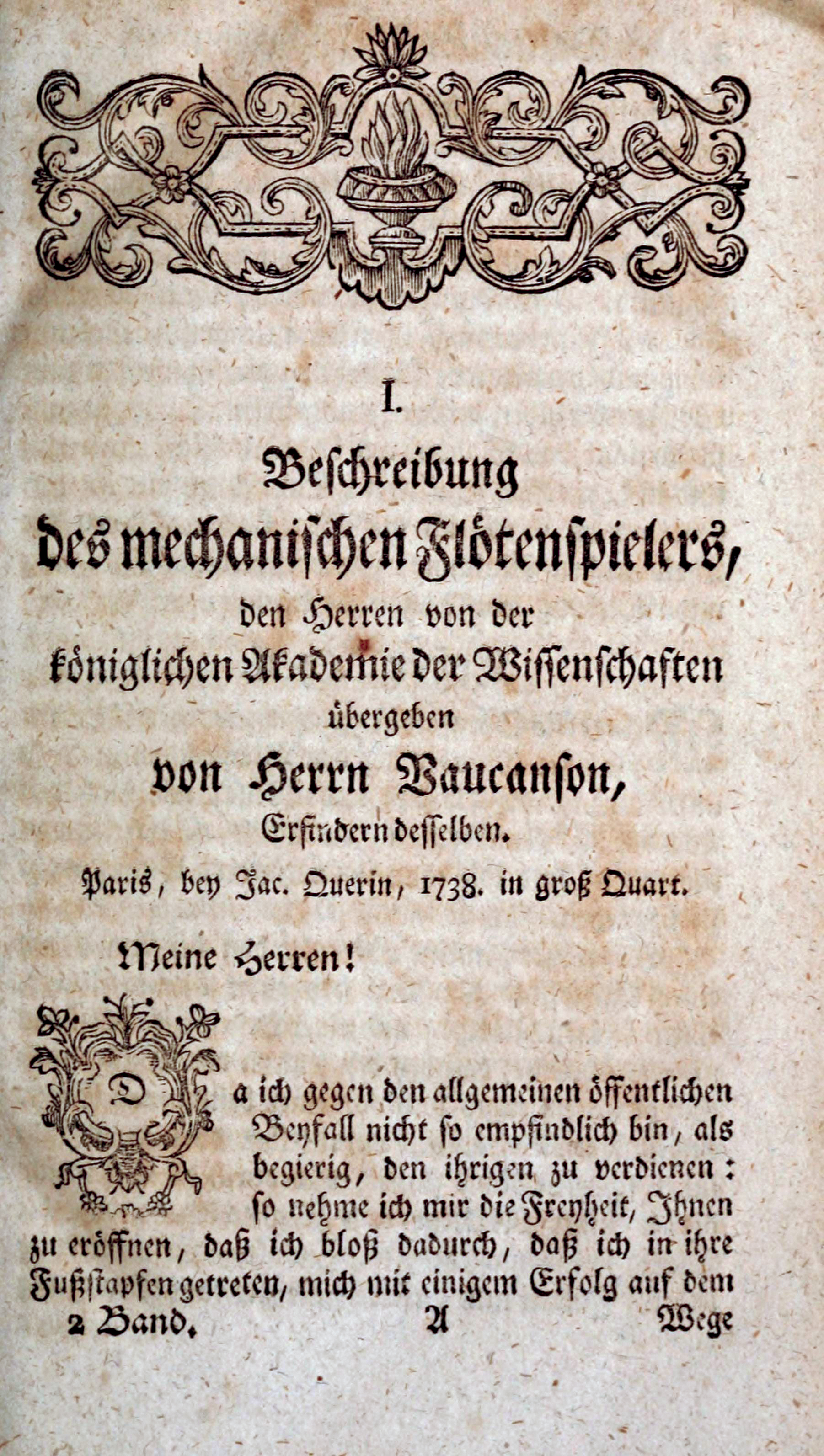
Traduction allemande de la description du flûteur automate réalisée à l'occasion de la présentation des automates à Hambourg en 1747.

Dumoulin, qui se charge de la présentation des automates, en organise une tournée aux Pays-Bas et en Allemagne, où sa présence est attestée à compter de 1747,. Leur succès va toutefois en décroissant. En 1754, il tente de vendre les trois automates au margrave de Bayreuth pour douze mille florins, mais la transaction n'aboutit pas. En 1755, endetté, il les laisse à Nuremberg, en garantie d'une avance de trois mille florins consentie par le comptoir Pflüger, après avoir pris la précaution de les rendre inutilisables, puis part à Saint-Pétersbourg pour les vendre ; il n'y réussit pas et meurt en Russie en 1765.

En 1781, l'écrivain allemand Friedrich Nicolai, de passage à Nuremberg, remarque les automates laissés en gage chez Pflüger : 

« Les figures sont […] entreposées dans un grenier, emballées dans des caisses, mais on peut ouvrir les couvercles et regarder les automates. Pour autant qu'on puisse en juger par leur aspect extérieur, elles sont toujours bien conservées. C'est le mécanisme du canard qui peut être inspecté le mieux […] Il est à espérer qu'un prince, aimant les sciences mécaniques et les inventions particulièrement ingénieuses, voudra y mettre la peu importante somme de trois mille florins et les frais qui sont nécessaires pour la remise en marche des mouvements et des figures. »

Une observation attentive du Canard le conduit à remarquer la présence d'un petit soufflet, situé à la base du cou et destiné à aspirer les aliments. Il en déduit que ceux-ci ne doivent pas pénétrer plus avant dans le corps du Canard. Estimant également qu'une « dissolution de la nourriture, surtout si elle n'est pas écrasée, ne peut se produire dans un délai aussi court », il conclut qu'il doit exister une « masse déjà créée » et destinée à être expulsée.
Cette analyse est notamment reprise par Jean Paul, sans avoir vu le Canard qu'il imagine être de bois : « le secret de l'affaire est que l'artiste a simplement introduit à l'arrière un ingénieux mélange prêt à être expulsé, qui n'a rien à voir avec la nourriture et la digestion, et que le canard donne l'illusion de produire »,.

### Beireis

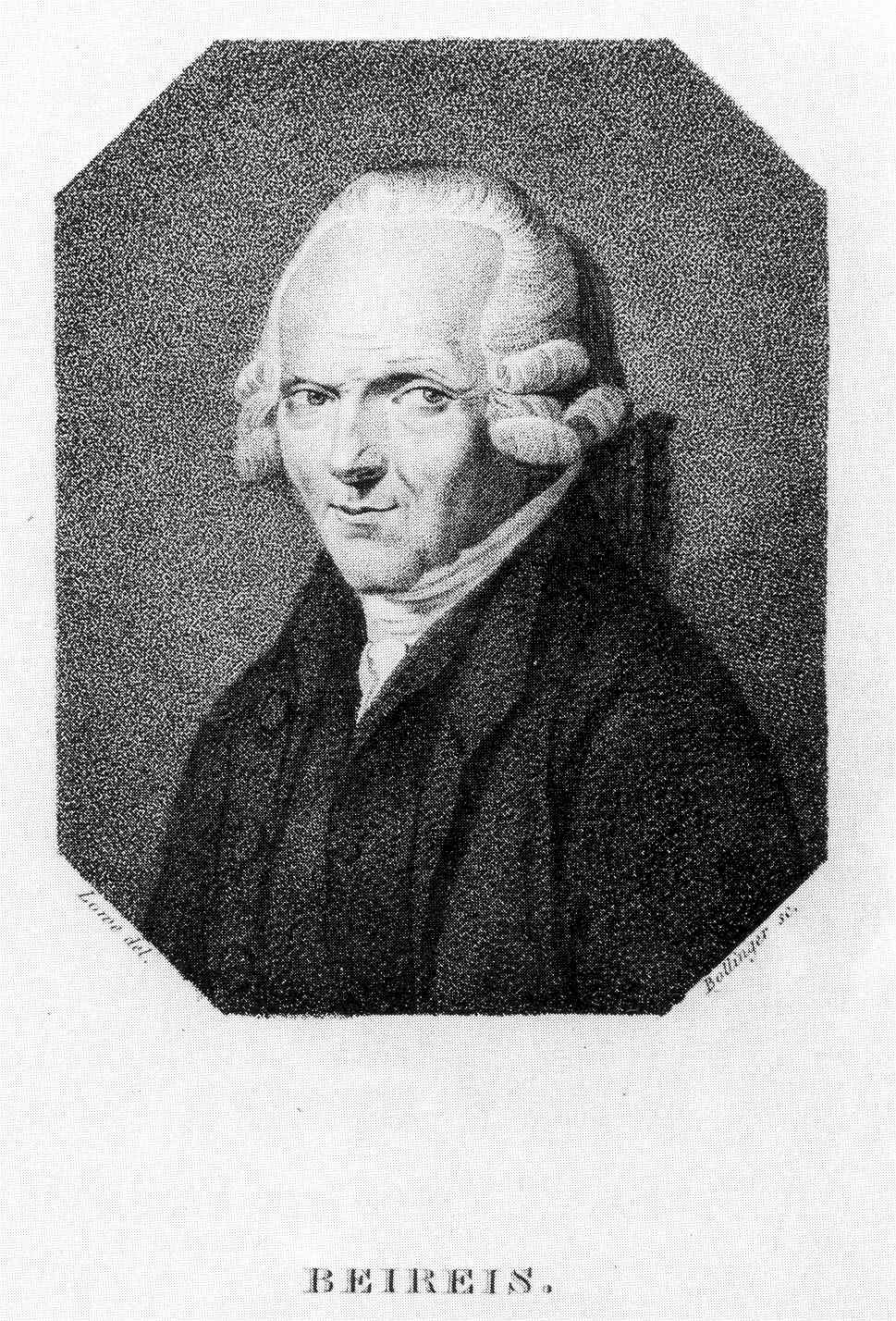
Selon la Nouvelle Géographie universelle (1807), le professeur Beireis a un superbe cabinet de curiosités naturelles et artificielles, et d'autres objets du plus grand prix. On estime toute la collection [à] un million de livres de France.

La nouvelle de la présence des automates à Nuremberg parvient au chimiste Gottfried Christoph Beireis qui, en 1784, en fait l'acquisition pour son cabinet de curiosités. Le physicien allemand Johann Beckmann, qui voit les automates peu après leur acquisition par Beireis et avant que la restauration commissionnée par ce dernier ne soit achevée, constate que la digestion ne fonctionne plus et que les plumes qu'a fait ajouter Dumoulin ont disparu : 

« Le canard mange, boit et bouge encore. Les côtes, faites de fil de laiton, avaient été recouvertes de plumes de canard pour imiter la nature. Mais ces plumes sont désormais perdues, ce qui permet de mieux voir la construction intérieure. À ce sujet, j'observerai seulement que le mouvement est communiqué par un cylindre actionnant des chaînes fines comme celle d'une montre, traversant les pattes qui sont d'une taille normale. »

Sur le conseil de Nicolai, Beireis confie la réparation aux frères Bischof, deux mécaniciens réputés. Celle-ci dure cinq mois et coûte deux mille thalers. Il écrit ensuite à Nicolai en novembre 1785 une lettre de remerciement où il donne les précisions suivantes : 

« Lorsque Dumoulin, le dernier propriétaire des automates, quitta Nuremberg pour Saint-Petersbourg, afin que personne d'autre que lui ne pût les réparer, il avait intentionnellement enlevé différentes choses, et des rouages entiers, sans parler de vis sans fin […] La plupart des chaînes du canard avaient été suspendues à contre-sens ; de sorte que si on avait voulu les mettre en mouvement, elles se seraient rompues. Il n'en serait résulté aucune action, si ce n'est d'égarer encore davantage celui qui aurait entrepris leur restauration. »

La restauration achevée, l'entretien des automates est confié à un mécanicien local moins compétent et les machines sont conservées dans un jardin d'hiver humide. Goethe, qui vient les voir en 1805, consigne sa déception : 

« Le fameux canard était tout déplumé ; il ne restait que la carcasse. Il mangeait encore assez proprement son millet, mais il ne digérait plus. »

À la mort de Beireis en 1809, ses héritiers proposent les automates au gouvernement allemand, puis au gouvernement français, qui tous deux s'en désintéressent. Ils mettent en vente la collection en 1811, en faisant réaliser une présentation descriptive « honnête mais prudente » selon laquelle le Canard « semble digérer sa pitance ». Les trois automates sont achetés par un homme politique berlinois, August Anton Harlem. À la suite d'une procédure judiciaire entre ce dernier et le mécanicien Dörfel, les automates sont placés en consignation. On perd alors la trace du Flûteur et du Tambourinaire.

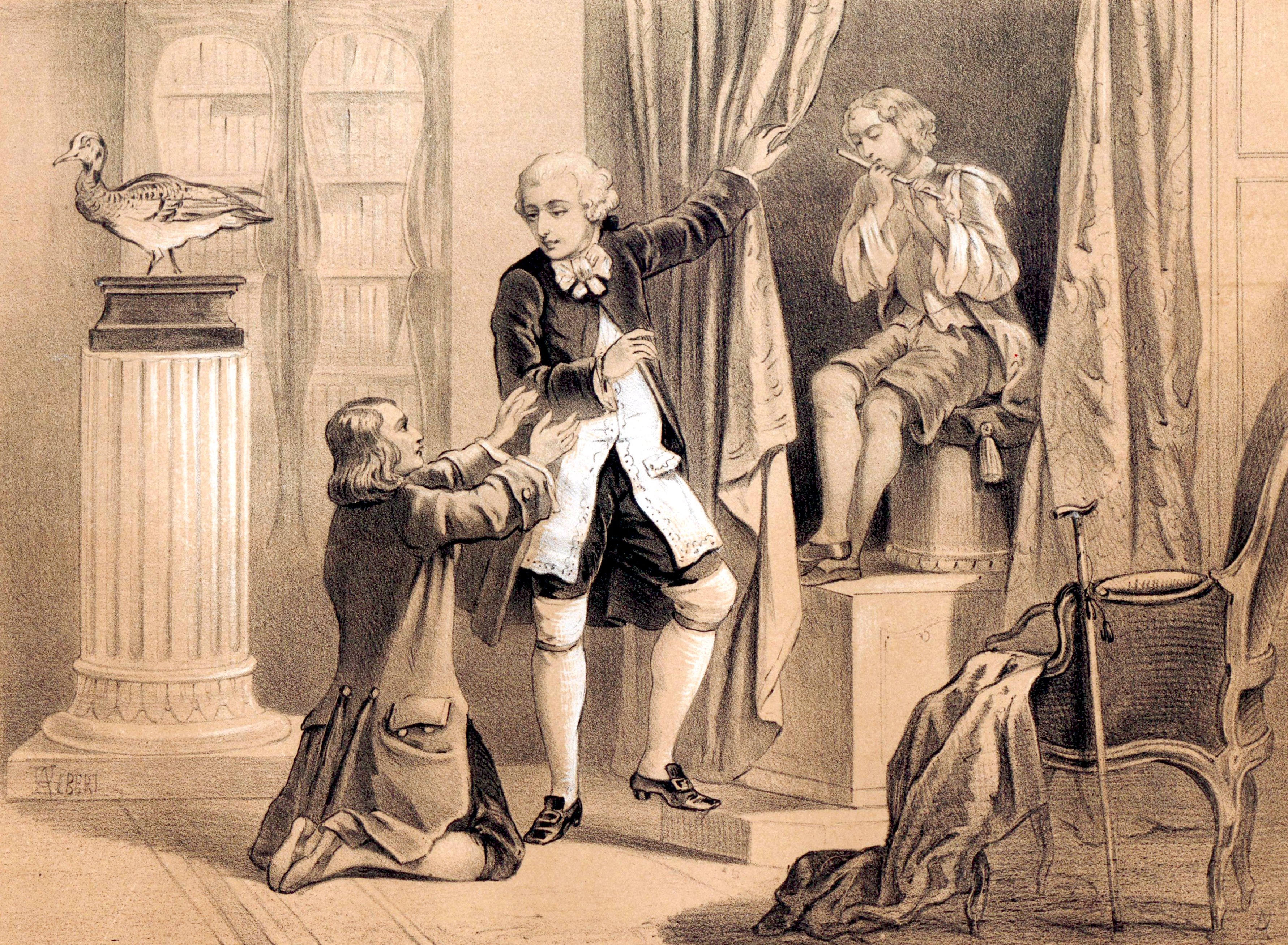
Lithographie du XIXe siècle inspirée de Condorcet : un domestique de Vaucanson, charmé par le Flûteur, se jette aux pieds de son maître qui lui paraît alors plus qu'un homme, tandis que le Canard tourne le dos.

Si le Canard semble avoir disparu, son souvenir n'en reste pas moins présent. En 1836, dans sa nouvelle intitulée Le Joueur d'échecs de Maelzel, Edgar Allan Poe évoque ce remarquable automate : 

« Il était de grosseur naturelle et imitait si parfaitement l’animal vivant, que tous les spectateurs subissaient l’illusion. Il exécutait […] toutes les attitudes et tous les gestes de la vie ; mangeait et buvait avec avidité ; accomplissait tous les mouvements de tête et de gosier qui sont le propre du canard, et, comme lui, troublait vivement l’eau, qu’il aspirait avec son bec. Il produisait aussi le cri nasillard de la bête avec une vérité complète de naturel. Dans la structure anatomique, l’artiste avait déployé la plus haute habileté. Chaque os du canard réel avait son correspondant dans l’automate, et les ailes étaient anatomiquement exactes. Chaque cavité, apophyse ou courbure était strictement imitée, et chaque os opérait son mouvement propre. Quand on jetait du grain devant lui, l’animal allongeait le cou pour le becqueter, l’avalait et le digérait. »

En France, en décembre 1836 et janvier 1837, Le Figaro annonce à plusieurs reprises la publication d'un roman intitulé Le Canard de Vaucanson, que devait rédiger Gérard Labrunie sous le pseudonyme alors inconnu de Gérard de Nerval, mais qui ne verra jamais le jour,. Dans une critique en 1840 de L'Automate de Vaucanson, un opéra-comique de Leuven, il se borne à évoquer « ce mécanicien, que les philosophes du dix-huitième siècle comparaient a Dieu, dans le dessein d'humilier le créateur, [qui] avait inventé un canard qui barbotait, mangeait et digérait parfaitement; il aurait pu tout aussi bien le faire chanter ».

### Tietz

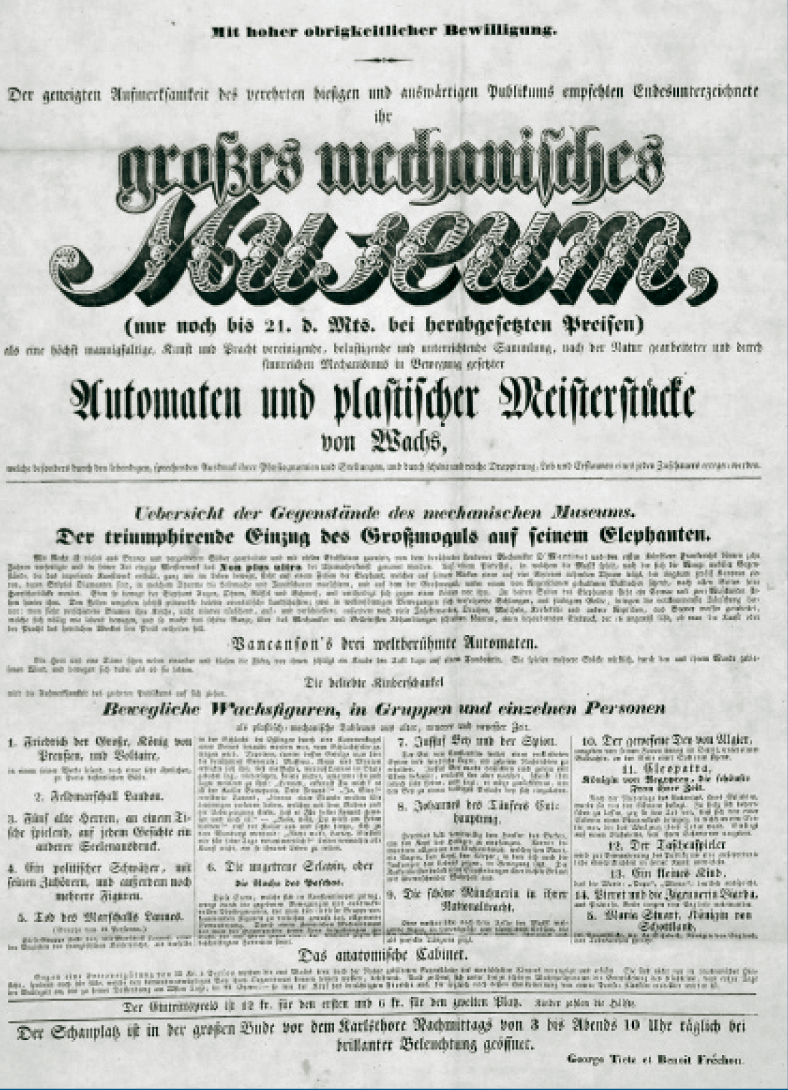
Affiche publicitaire pour le grand musée mécanique itinérant de Tietz et Fréchon, qui présentait une collection d'une trentaine d'automates dont la pièce maîtresse était l'éléphant de Martinet, ainsi que des figures de cire et un cabinet anatomique (c. 1840).

En 1839, Georges Tietz et Benoît Fréchon, exploitants d'un musée itinérant présentant 29 automates et des figures de cire, ayant appris fortuitement que le Canard était à Berlin, chez le mécanicien Dörfel, laissé en gage par son propriétaire de l'époque, le pragois Döbler, se rendent à Prague, acquièrent l'automate, et en confient la réparation au mécanicien suisse Johann Bartholomé Rechsteiner,. L'automate est très délabré, tant par l'âge que par différents essais de réparation, le mécanisme comporte plusieurs milliers de pièces dont certaines sont ruinées ou perdues et d'autres ne sont pas d'origine, si bien que Rechsteiner propose d'abord à Tietz d'en construire un nouveau plutôt que de réparer l'ancien,,. Ce dernier ayant refusé, la réparation dure trois ans et demi et coûte plus de 6 700 florins,. En 1844, le Canard de Vaucanson, enfin réparé, est présenté à La Scala de Milan,. Le voyageur allemand Karl Otto Ludwig von Arnim assiste à cette présentation et recommande à quiconque en aurait l'occasion, d'assister au spectacle de ce « volatile capable de battre des ailes, de cancaner, de boire de l'eau, de manger du grain d'une façon si incroyablement naturelle qu'on ne pouvait s'étonner que la fin du spectacle soit aussi naturelle que son début ».

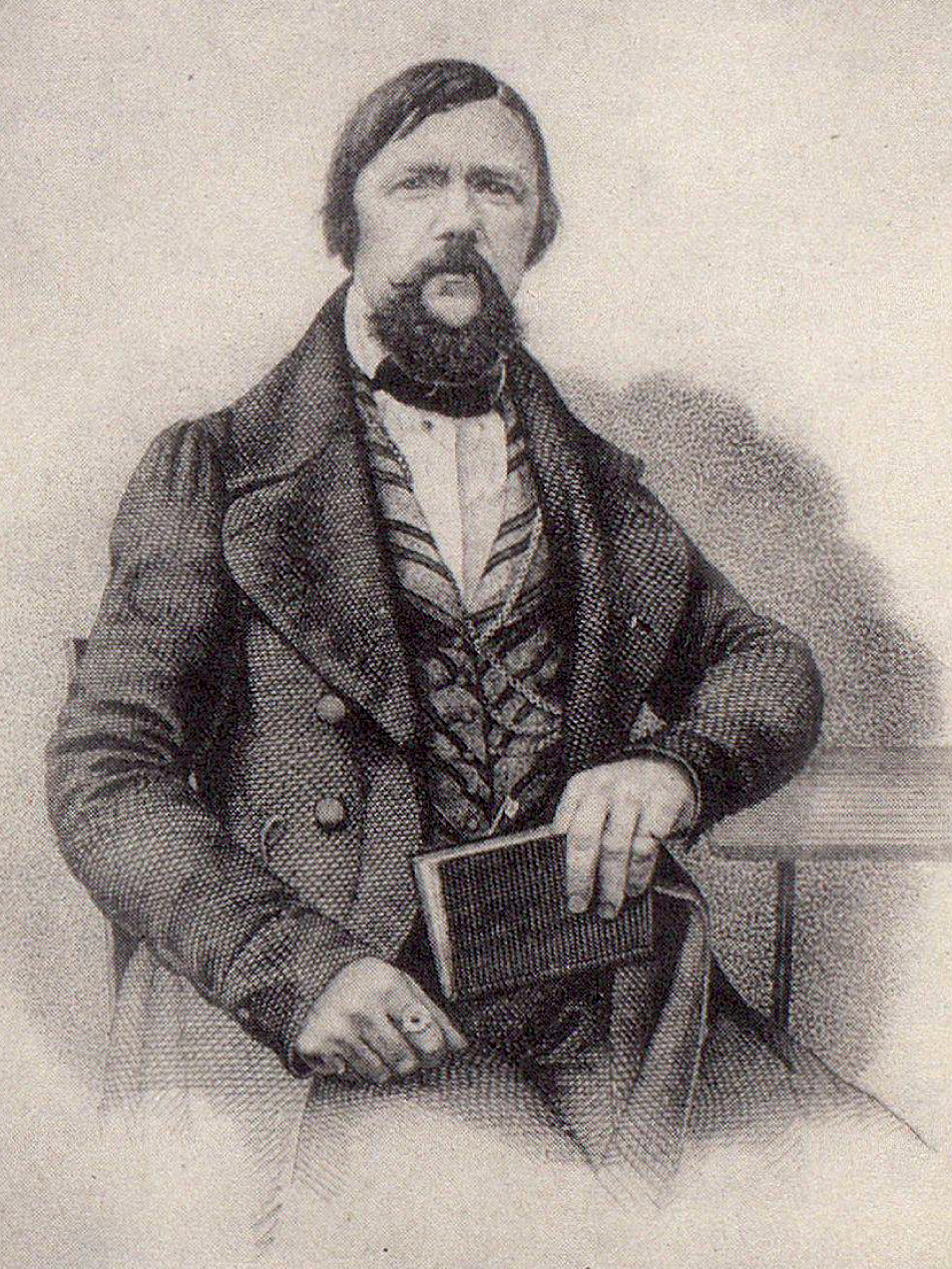
Johann Bartholomé Rechsteiner, un inventeur suisse génial et oublié qui, après avoir réparé le Canard de Vaucanson, puis en avoir construit sa propre version, se consacre à la mise au point d'une machine automatique à faire des vis, qui en produit de 30000 sortes.

Un article publié dans l'Erzähler de Saint-Gall donne des détails supplémentaires sur le résultat de la restauration : 

« L'artiste s'approche du canard, placé sur un piédestal et sous un dais (avec l'apparence d'un canard bien empaillé) ; il touche une plume dans la partie supérieure de l'oiseau, et l'on voit celui-ci lever la tête, regarder de tous côtés, agiter la queue, s'étirer, déployer ses ailes et les agiter en poussant un cri absolument naturel, comme s'il allait s'envoler. L'effet est plus surprenant encore lorsque le volatile, se penchant sur son assiette, se met à avaler le grain avec des mouvements incroyablement réalistes. Mais ce qui excite l'admiration du connaisseur, c'est que le mécanisme placé dans la tête et dans le cou ne pâtit aucunement de tous ces mouvements et contorsions, alors que ce mécanisme ne repose sur aucun point d'appui extérieur. Quant au processus de la digestion, personne ne parvient à l'expliquer,. »

Rechsteiner revient en Suisse en juin 1844,, où il s'attelle à sa version du Canard, qui lui coûtera trois ans d'efforts et 21 000 florins,. Après Milan, le Canard de Vaucanson est exhibé plusieurs mois à Turin au début de l'année 1845, puis à Besançon, en route vers Paris.

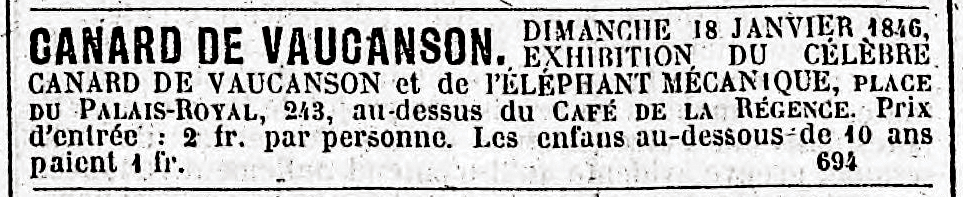
Annonce dans La Presse en janvier 1846.

En janvier 1846, le Canard arrive à Paris. Le Journal des débats annonce à ses lecteurs que « cette merveille est arrivée, et Paris va voir bientôt, dans toute la nouveauté de sa résurrection, ce nec plus ultra de la mécanique du siècle dernier et du nôtre ». Le Constitutionnel renchérit : 

« Cet automate merveilleux […] vient d'être exhumé, restitué, vient de renaître enfin ; mais au bois qui entrait dans sa composition, et qui le rendait susceptible d'être altéré et endommagé par les variations atmosphériques, on a substitué le cuivre ; aux points notés organiques, un système complet d'engrenages, et aux fils de fer des chaînes de montre. »

 Un quotidien britannique rapporte en février 1846 que le Canard intéresse toute la presse parisienne, qu'il ne reste plus de la machine de Vaucanson que le cylindre principal et quelques pièces, mais que la machine a été « perfectionnée par M. Tietz de Hambourg ». De même, la légende d'une lithographie exécutée pour la circonstance, représentant l'automate sur son piédestal au milieu d'une assemblée élégante, précise qu'il est « réparé, perfectionné en 1846 et exposé au public par Georges Tietz ». Le prestidigitateur Jean-Eugène Robert-Houdin, horloger de formation et lui-même fabricant d'automates, a l'occasion de voir le Canard lors de sa présentation à Paris et se déclare « frappé d'admiration devant les nombreuses et savantes combinaisons de ce chef d’œuvre de mécanique ». L'automate partage alors l'affiche avec un « éléphant mécanique ».

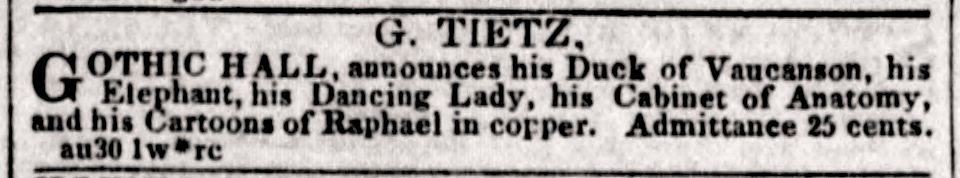
Annonce dans le New York Herald en août 1846.

Quelques mois plus tard, Tietz est à New York, où il présente à compter de juin 1846 ses automates au Gothic Hall de Broadway,,. Cette exhibition donne lieu à un compte-rendu dans Scientific American. Tietz y est présenté comme un « habile mécanicien » de Hambourg, qui a restauré le Canard en étant « contraint de refaire presque tout à neuf », « ajoutant même de nouveaux mouvements », car il « ne reste pratiquement plus rien de l'original ». En particulier, Tietz « a habillé le canard de plumes, rendant ainsi sa ressemblance avec l'animal plus parfaite ».

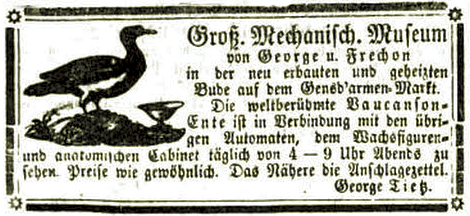
Annonce dans le Vossische Zeitung en février 1848.

Après s'être produit à New York, le théâtre mécanique de Tietz revient en Allemagne. Le Canard est exhibé à Berlin en février 1848, dans un grand stand érigé sur le Gendarmenmarkt,, puis à Leipzig en mai 1848. Sa trace disparaît ensuite durant la révolution de Mars. Il ne figure plus dans la liste des attractions du théâtre mécanique de Tietz lors du passage de celui-ci à Amsterdam en 1851, ni dans la description de sa collection de 1853.

### Bontems

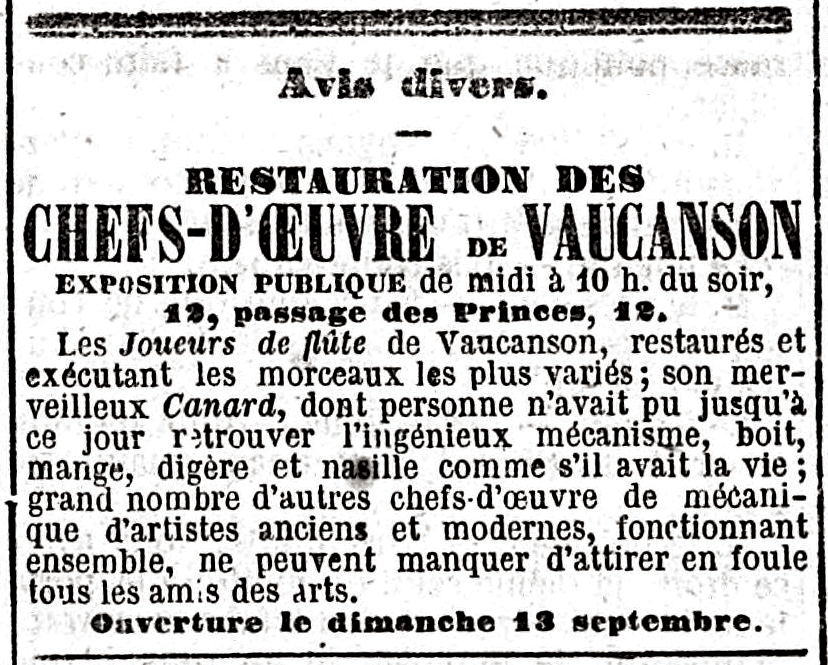
Annonce dans Le Temps (1863).

Le Canard de Vaucanson réapparaît en France en mai 1863, sans qu'on puisse être certain qu'il s'agit du même automate. Il est alors la propriété de l'automatier parisien Blaise Bontems, spécialiste de la fabrication d'oiseaux chanteurs, qui en organise des présentations dans le Sud de la France. L'affiche de l'une de celles-ci, à Valence, annonce « le célèbre canard de Vaucanson, visible pour quatre jours seulement […] réparé et perfectionné par l'ingénieux mécanicien, M. Bontems de Paris ». Le 13 septembre 1863, Bontems annonce au public l'exhibition d'une « restauration » du Canard, ainsi que d'autres automates de Vaucanson,. Une autre annonce, publiée quelques jours plus tard par La Gazette, précise qu'il n'existait, préalablement à la « restauration » du Canard, « nuls vestiges » de ce dernier.
André Doyon et Lucien Liaigre, analysant une lithographie de 1863 commandée par Bontems, relèvent que le Canard y est représenté avec des plumes et qu'il est posé sur un piédestal beaucoup plus petit que celui de la lithographie de Tietz ; considérant qu'il s'agit bien d'une restauration et non d'une création, ils déduisent de cette image que « le nouveau perfectionnement de Blaise Bontems a dû consister à remplacer le mécanisme à poids par un autre à ressort et à rendre ainsi possible l'usage d'un support plus petit ».

## Disparition

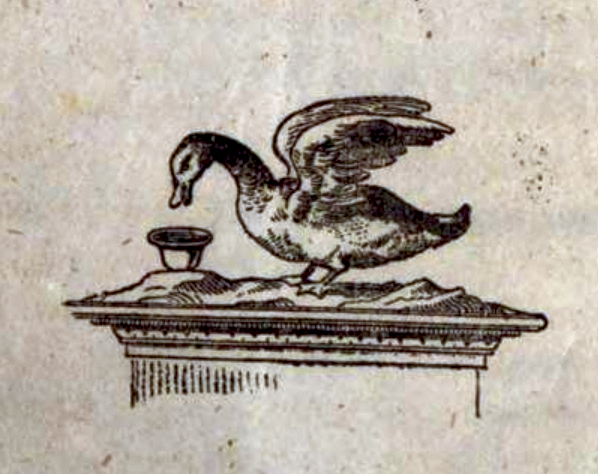
Le canard de Rechsteiner en 1847.

Selon l'historien des sciences allemand Franz Maria Feldhaus, le Canard disparaît en 1879 dans l'incendie d'un musée à Nijni Novgorod. Selon une autre version, rapportée en 1883 par un lecteur du Gartenlaube, c'est à Kharkiv que le Canard aurait brûlé, en 1879, dans l'incendie du cabinet de curiosités itinérant d'un certain Gassner, venu de Saint-Pétersbourg, ne laissant derrière lui que deux roues métalliques déformées, « tristes vestiges de l'admirable oiseau ». Plusieurs historiens estiment toutefois qu'il est possible que l'automate brûlé en 1879 soit celui de Rechsteiner et que celui de Vaucanson se trouve encore en Saxe.
Cette dernière hypothèse est confortée par un ensemble de photographies sur plaque de verre découvertes dans les années 1920 dans un tiroir au Conservatoire national des arts et métiers avec la mention « Vues du canard de Vaucanson reçues de Dresde »,. Ces photos avaient été jointes à une offre de vente de l'automate, adressée au musée en 1899. L'offre aurait été déclinée par le musée tant en raison du mauvais état de l'objet que du prix demandé. Selon Alfred Chapuis et Edmond Droz, il ne s'agit pas du Canard de Rechsteiner et « il y a tout lieu d'admettre qu'il s'agit du canard du maître français. En tout cas, il ne saurait être question d'un troisième canard ». André Doyon et Lucien Liaigre ajoutent : « ce que nous savons […] du canard de Vaucanson, avant les transformations qu'il a subies, nous fait penser que ce[s] photo[s] le représente[nt] bien ». En revanche, l'actuelle direction du musée ne pense pas que ces clichés représentent l'automate de Vaucanson.

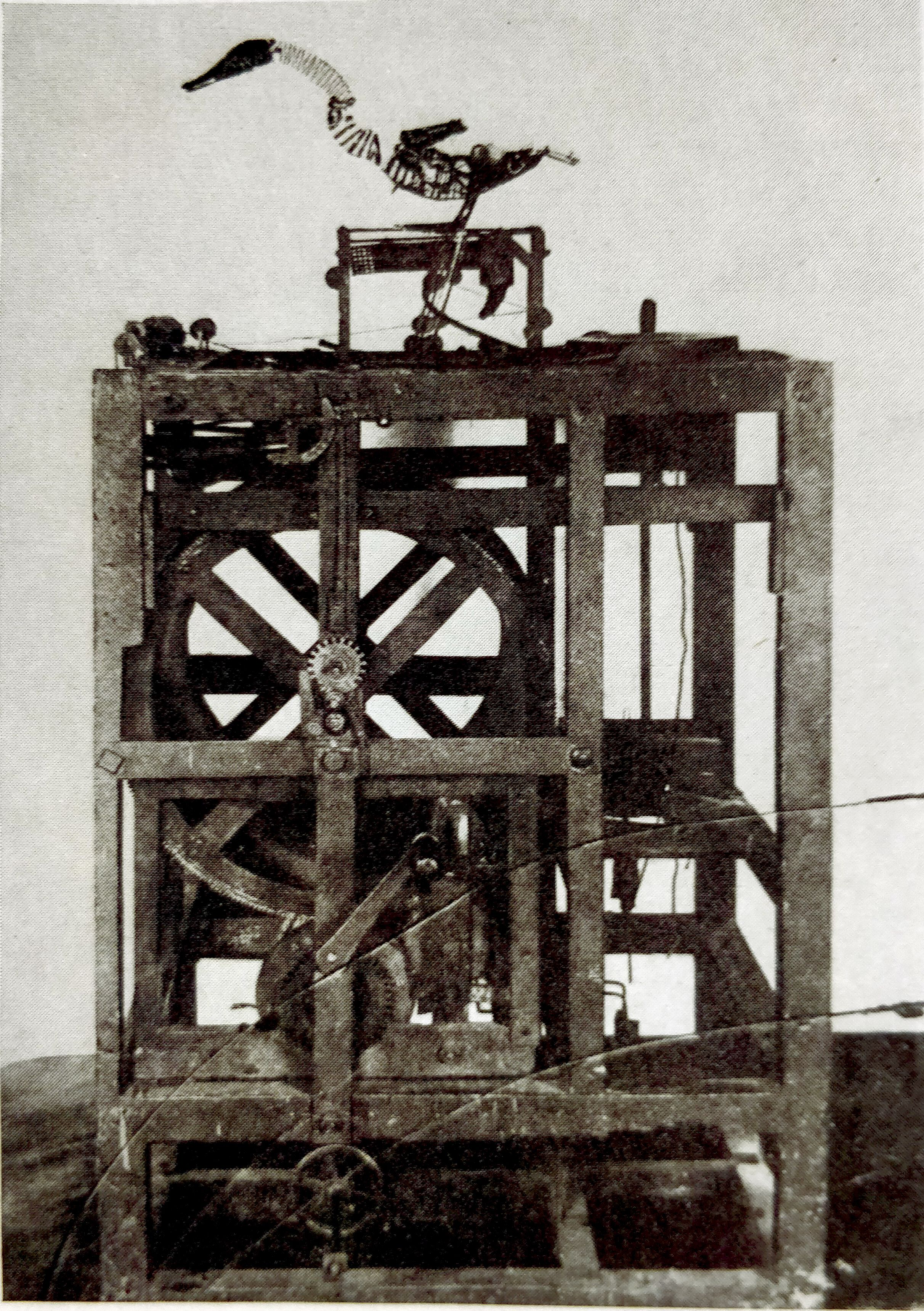
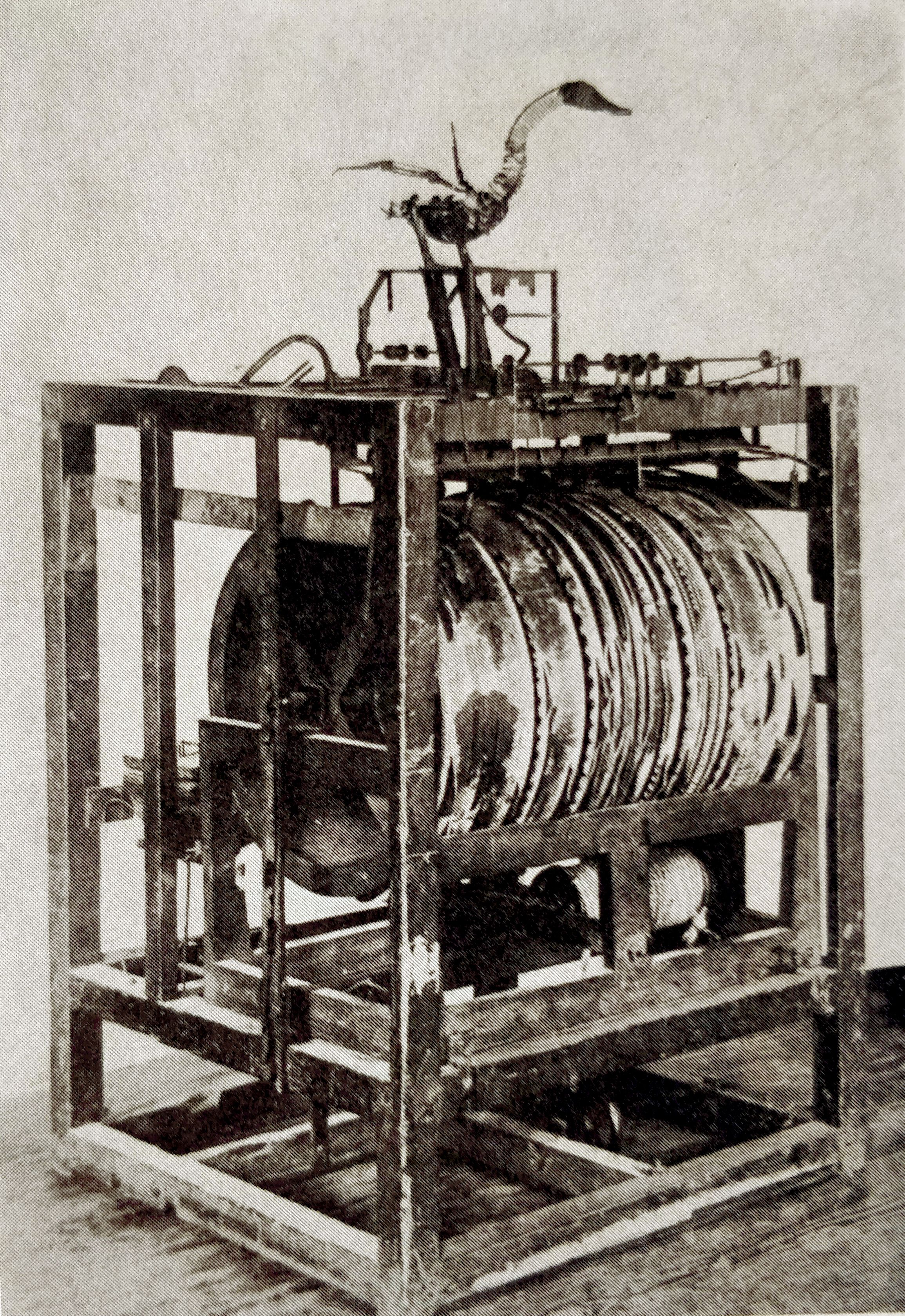
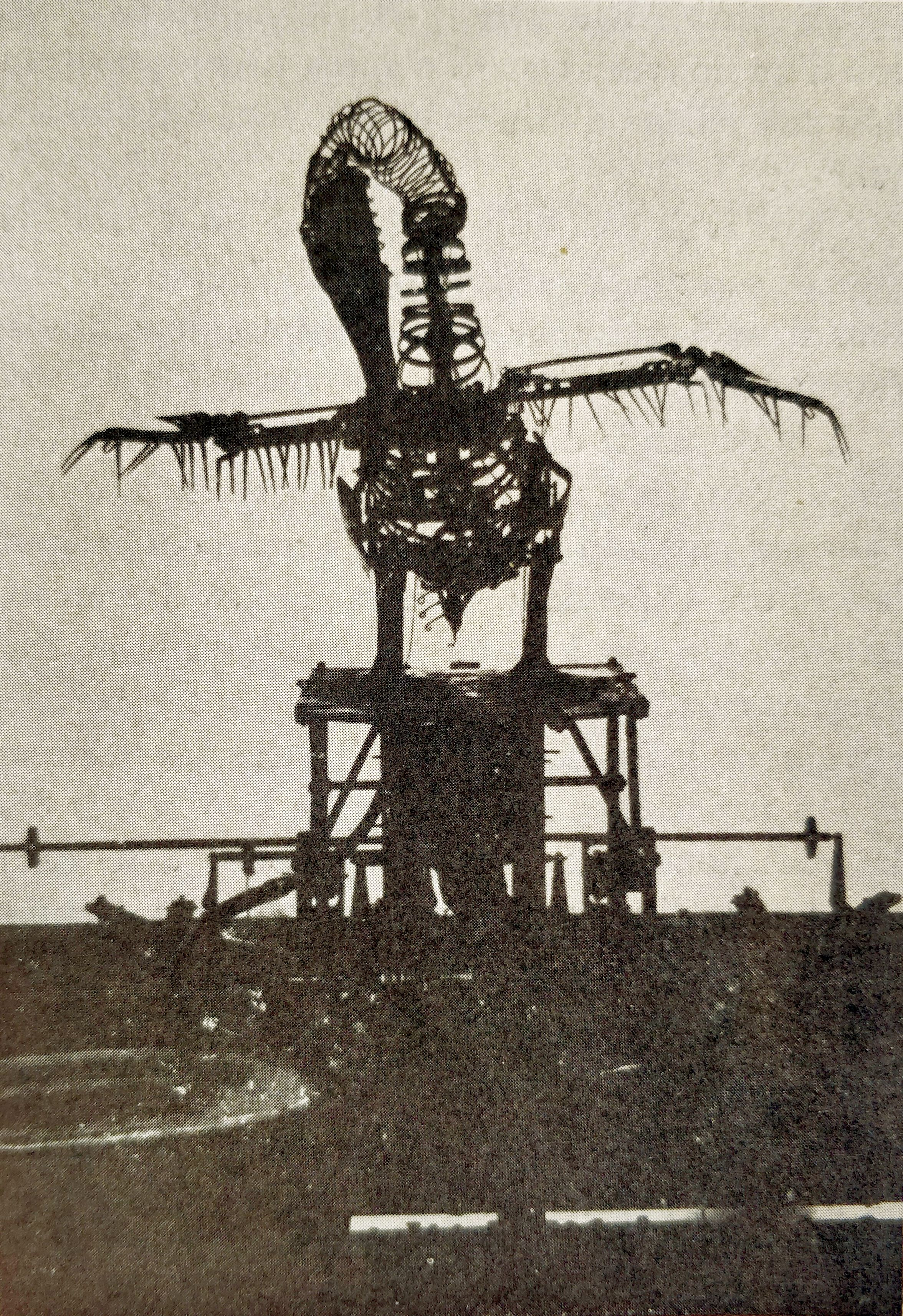
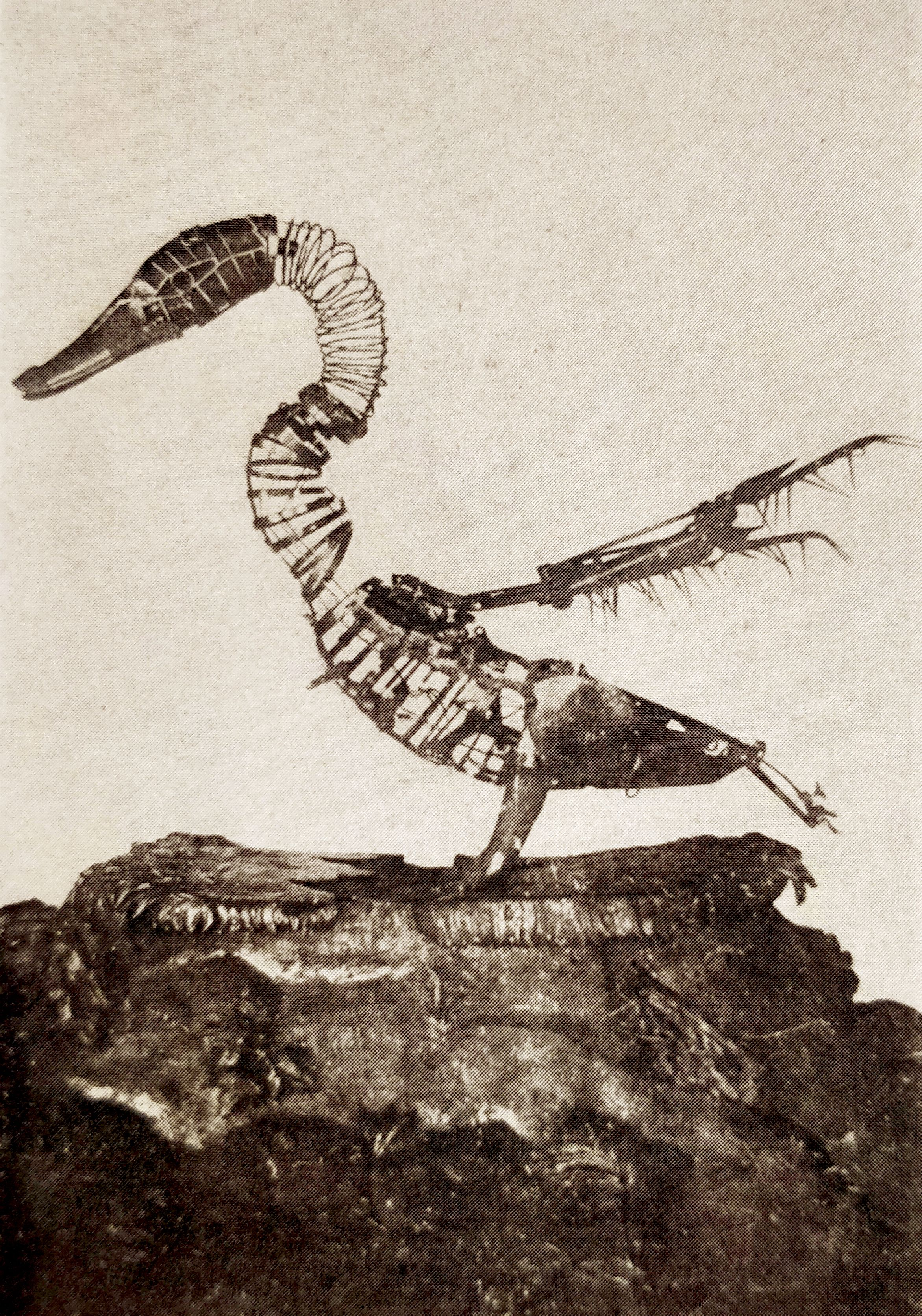

Chapuis et Droz donnent une description de cet ensemble de photographies : 

« Le Canard, on le voit, est perché sur un socle […] Dans ce socle, on aperçoit un bâti avec le dispositif moteur et le grand cylindre à cames. Le mécanisme est actionné par un poids suspendu à une corde qui s'enroule sur un tambour visible sur l'image. Un simple rouage transmet le mouvement au tambour à cames et celui-ci dirige, par l'intermédiaire d'une trentaine de leviers différents, tous les mouvements exécutés par le Canard qui, lui, contient un mécanisme extrêmement compliqué. La grande difficulté est de faire aboutir tous ces leviers à l'endroit voulu, à travers les pattes, et de faire fonctionner les différents organes malgré les diverses positions du canard (par exemple, celui-ci doit pouvoir ouvrir et fermer le bec tout en tournant la tête de droite à gauche, et cela indifféremment qu'il soit couché ou debout sur ses pattes). Cet automate imite le détail de l'ossature du canard et la comparaison des figures permet de distinguer la mobilité du cou. Dans l'une d'elles […] on distingue facilement les trente cames environ disposées sur le cylindre. Le cou peut se détendre ou se replier sur lui-même ; les ailes bougent et, de plus, les rémiges sont mobiles ainsi que la queue et les pattes. Quant au mécanisme de la digestion, nous n'en avons aucune description »

## Simulation ou mystification?

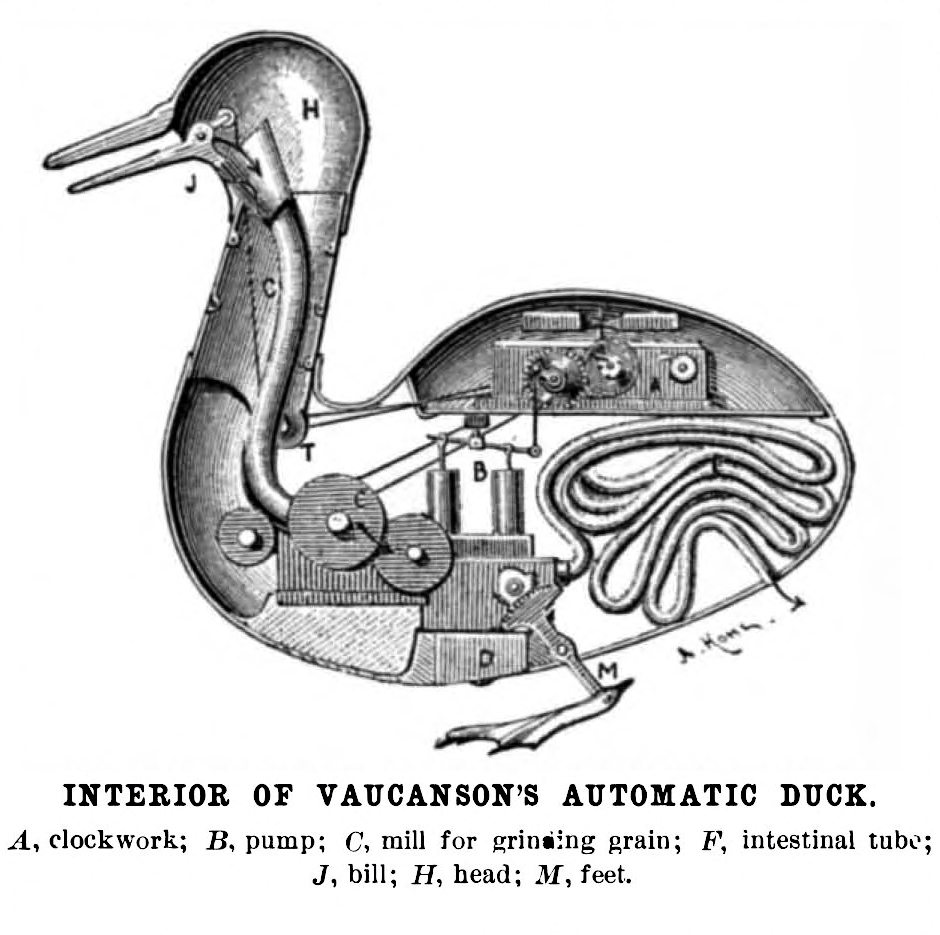
Reconstitution de fantaisie et iatro-mécaniste du Canard, publiée dans Scientific American en 1899 : les aliments sont broyés et non dissous dans l'estomac. Cette reconstitution, souvent reproduite depuis, illustre un paradoxe relevé par Doyon et Liaigre : en dépit de la longévité de l'automate et du grand intérêt qu'il a suscité, son iconographie est remarquablement pauvre.

La lettre de Vaucanson à Desfontaines en 1738 précise que, dans son Canard, l'aliment est « digéré par dissolution, et non par trituration, comme le prétendent plusieurs Physiciens », et qu'il a construit à cet effet « dans un petit espace [au sein du Canard] un petit laboratoire chimique pour […] décomposer les principales parties intégrantes [des grains], et les faire sortir à volonté, par des circonvolutions de tuyaux, à une extrémité de son corps toute opposée [au bec] ». Vaucanson prend ainsi position du côté des iatro-chimistes, partisans d'une explication chimique de la digestion, à l'instar de François Quesnay, et s'opposant à l'explication iatro-mécaniste par la trituration, alors dominante, défendue notamment par Philippe Hecquet,. Vaucanson ajoute que la digestion de son automate n'est pas une « digestion parfaite », au sens où elle n'est pas « capable de faire du sang et des parties nourricières pour l'entretien de l'animal », mais qu'elle se limite à « imiter la mécanique de cette action » dans l'action de « macérer, cuire ou dissoudre » le grain.
Cette imitation est censée être une simulation,,, une imitation interne autant qu'externe, un modèle expérimental visant à mettre au jour les propriétés du sujet vivant, et non une simple représentation de ce dernier : il ne s'agit pas de construire un simulacre de canard pour faire illusion, mais de prouver expérimentalement que « le corps est un mécanisme automate et que le mouvement autoreproducteur est au principe de la vie ; non pas de hausser l’automate au niveau du vivant, mais de démontrer du vivant le nécessaire principe mécanique ». Pour distinguer les automates de Vaucanson de ceux du XVIIIe siècle tout autant que de ceux du XIXe siècle, Jessica Riskin les qualifie « d'expériences philosophiques », de « tentatives de discerner quels aspects d'une créature vivante par une machine, à quel degré, et quels enseignements peuvent être tirés de ces machines pour comprendre les sujets naturels », ces machines n'étant au demeurant pas seulement mécaniques : la digestion du Canard est censée être une mécanique humide, impliquant essentiellement des fluides agissant de manière chimique ou hydraulique et le choix même de ce sujet atteste probablement de l'intention de ne pas réduire le projet à un pur mécanisme.
Par ailleurs, comme le souligne Lienhard Wawrzyn (de), le Canard est censé, sous sa forme initiale, être une démystification, une créature sans secrets, transparente, dont quiconque peut comprendre le fonctionnement en lisant la brochure de Vaucanson.

Pourtant, Jean-Eugène Robert-Houdin, chargé, en l'absence de Rechsteiner, de la réparation d'une aile du Canard de Tietz durant la présentation à Paris, constate alors que la digestion proclamée n'est qu'une « mystification » : 

« On présentait à l'animal un vase, dans lequel était de la graine baignant dans l'eau. Le mouvement que faisait le bec en barbotant, divisait la nourriture et facilitait son introduction dans un tuyau placé sous le bec inférieur du canard ; l'eau et la graine, ainsi aspirés, tombaient dans une boîte placée sous le ventre de l'automate, laquelle boîte se vidait toutes les trois ou quatre séances. L'évacuation était chose préparée à l'avance ; une espèce de bouillie, composée de mie de pain colorée de vert, était poussée par un corps de pompe et soigneusement reçue sur un plateau en argent comme produit d'une digestion artificielle. »

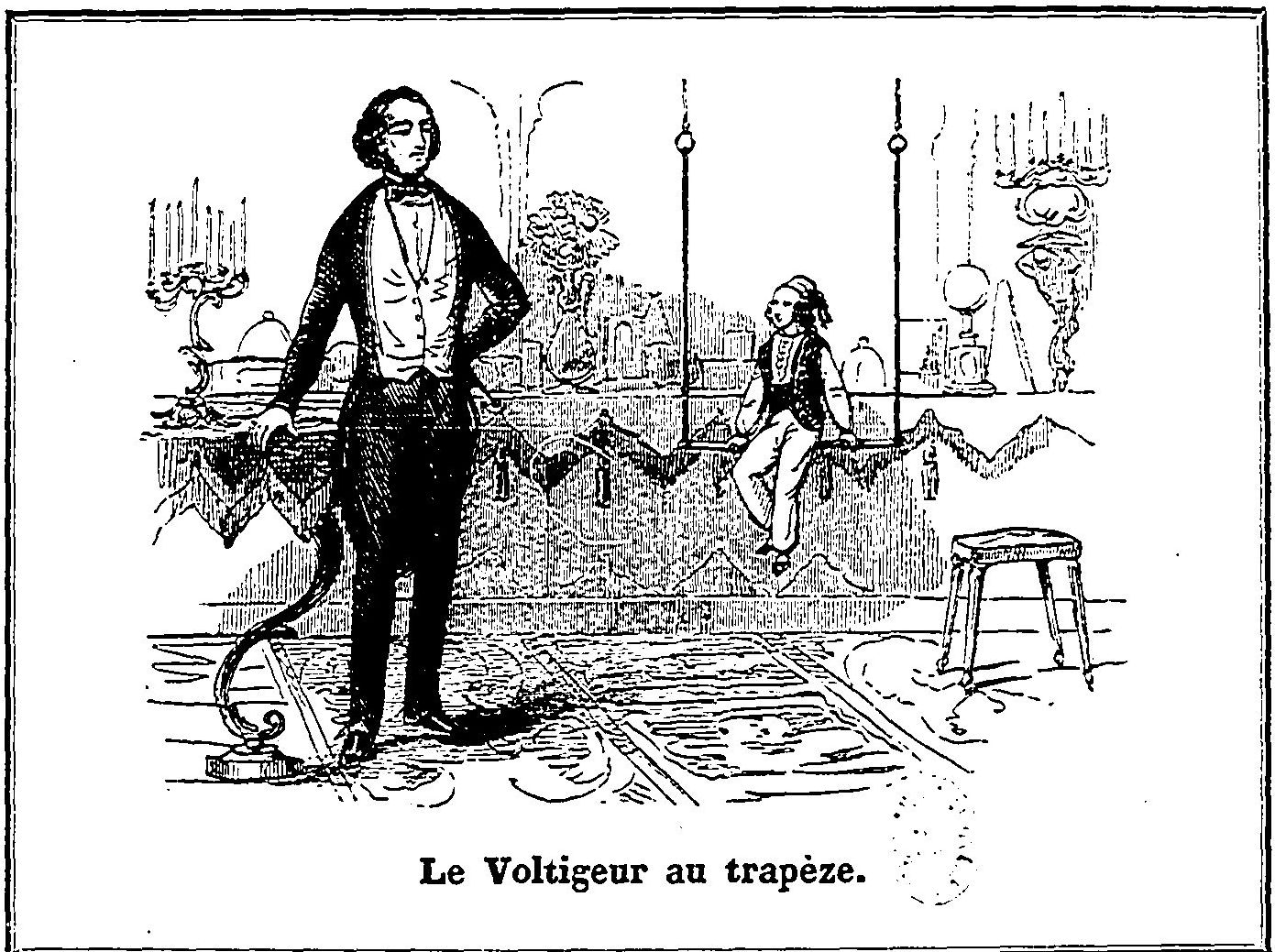
Robert-Houdin revendique pour ses automates qui n'en sont pas toujours au sens propre dans la mesure où ils ne sont pas autonomes la filiation du Canard tout comme celle du Joueur d'échecs, un automate truqué. Ses automates contribuent à égarer l'esprit du spectateur, à inscrire l'illusion dans le cadre d'une expérience scientifique.

Estimant que « l'illustre maître » n'avait pas dédaigné de recourir à un artifice qu'il aurait pu utiliser dans un tour, Robert-Houdin conclut : « Décidément Vaucanson n'était pas seulement mon maître en mécanique, je devais m'incliner aussi devant son génie pour l'escamotage. »

Alfred Chapuis juge toutefois la supercherie alléguée par Robert-Houdin « bien grossière et peu digne du génie de Vaucanson », ajoutant qu'elle a été « contestée par la famille de Rechsteiner ». Il développe cette opinion dans un ouvrage cosigné avec Édouard Gélis : 

« On sait combien les automates de Vaucanson suscitèrent, même à son époque, l'émulation des copistes et nous pensons que le canard décrit par le célèbre prestidigitateur est une de ces répliques. Il nous semble que la supercherie dénoncée par Robert-Houdin était par trop grossière, peu digne des talents mécaniques du génial inventeur et enfin peu conforme à la description des fonctions que celui-ci en donne. Nous savons aussi que l'extrême abondance des idées émises par l'auteur des Confidences d'un prestidigitateur l'entraînait à des affirmations dont l'exactitude était impossible à contrôler. »

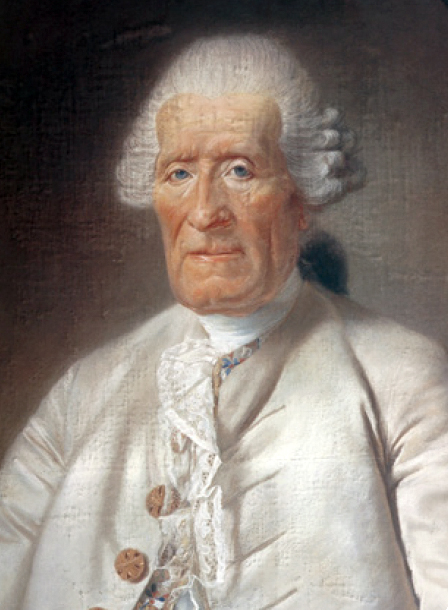
Vaucanson vers 1782 par Joseph Boze.

Jean-Claude Heudin et Jean-Arcady Meyer se rallient à ce point de vue, dont Gaby Wood estime qu'il fait autorité, mais que contestent Maurice Daumas et Jean-Claude Beaune, ce dernier estimant que Chapuis et Droz acceptent le postulat d'un « mystère alchimique » du Canard.
André Doyon et Lucien Liaigre rapprochent le point de vue de Robert-Houdin de celui de Nicolai et du catalogue de la vente Beireis et affirment qu'il est « bon de se persuader que la fameuse digestion du canard n'était qu'une supercherie. Il n'y avait pas, comme dans une digestion réelle, de communication continue entre l'absorption des graines et leur élimination ». Tout en soulignant l'influence des travaux du chirurgien Claude-Nicolas Le Cat, et en considérant que « la vocation de [Vaucanson] fut celle d'un médecin et d'un physiologiste qui se ruina entre les années 1730 et 1735 à construire — le terme est de lui — des anatomies mouvantes dotées, contrairement à la passivité des anatomies d'enseignement, d'une apparente vie organique »,, ils estiment que le Canard n'est qu'une « anatomie mouvante inachevée ». Ils relèvent « l'étonnant contraste entre la longueur de l'exposé du Flûteur et la brièveté de la présentation du canard » dans le prospectus de 1738, la lettre « bien évasive » à DesFontaines, la date tardive de la présentation de cet automate, s'étonnant que Vaucanson ait tardé cinq ans à présenter son Canard eu égard à l'appétence du public pour ce genre de création et en concluent que Vaucanson avait dans un premier temps estimé son artifice inavouable et son automate inexposable, avant de se raviser pour des considérations essentiellement financières et de se décider se faire montreur d’objets de curiosité.

De son côté, contestant les analyses de Gaby Wood qui voit dans le Canard sinon une « plaisanterie technologique », voire scatologique, du moins la folle tentative de brouiller la démarcation entre l'animé et l'inanimé,, Jessica Riskin porte une appréciation plus nuancée. Elle cite l'éloge funéraire de Condorcet : « ce n'était pas la faute de M. de Vaucanson si les médecins avaient mal deviné le mécanisme de la digestion, ou si la nature opérait ces fonctions par des moyens d'un autre genre que ceux qu'il pouvait imiter ». Tout en estimant que le Canard était « frauduleux en son cœur », elle fait valoir que cette « fraude » était entourée de « beaucoup d'imitation authentique » pour ce qui touchait aux mouvements et cherche à comprendre le sens cet « animal hybride, partie frauduleux et partie authentique, partie mécanique et partie (apparemment) chimique, partie transparent et partie ingénieusement opaque ». Pour Riskin, le Canard 

« est une synthèse parfaite des deux nouveautés caractéristiques de l'œuvre de Vaucanson. La première est son intérêt pour la reproduction des processus [organiques] internes. La seconde, non moins importante, son hypothèse de travail, selon laquelle l'imitation des processus vitaux internes a ses limites. »

 Il s'agit en somme d'affirmer simultanément que les vivants sont essentiellement des machines et qu'ils sont l'antithèse de machines, une ambivalence que Charles Wolfe résume en considérant que, pour Vaucanson, l'automate est « quasiment un être affectif ».

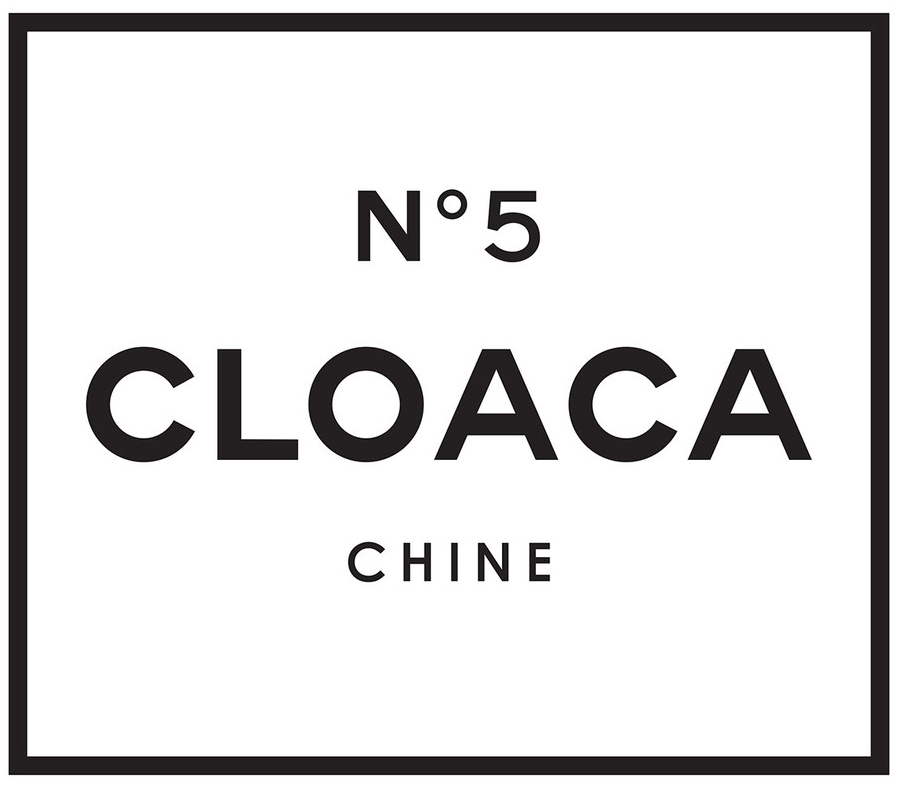
Dans Cloaca, Wim Delvoye fait du déchet un objet artistique et ludique, d’emblée assimilé à une marchandise.

L'automate digérateur entrepris par Vaucanson est effectivement réalisé au tournant du XXIe siècle par l'artiste Wim Delvoye, dans le cadre de l'installation Cloaca (2000), qualifiée par Peter Bexte de « première machine androïde artistique à fonctionnement biologique » et de « chaînon qui manquait au canard de Vaucanson », l'artiste précisant toutefois ne pas s'être inspiré de son prédécesseur,. Même si Cloaca est une simulation fonctionnelle, mise au point avec le concours de médecins de l'université d'Anvers, Jessica Riskin souligne que cette œuvre n'est pas expérimentale mais artistique et en tire la conjecture qu'au début du XXIe siècle les simulations fonctionnelles ont peut-être le même rôle imitatif et ludique que les automates pré-vaucansoniens, tel le cygne de Maillard, qui reproduit un fonctionnement externe dans le seul but d'amuser, alors que chez Vaucanson les composantes artistique, technologique et philosophique sont étroitement liées.